# Список улиц Оренбурга
В настоящем списке приведены улицы, переулки, шоссе, проспекты, проезды, тупики, площади, бульвары и набережные Оренбурга.
В списке 1879 года в историческом центре, на территории бывшей крепости, насчитывается 41 улица. Ныне же их около 1000.
| # А Б В Г Д Е Ё Ж З И К Л М Н О П Р С Т У Ф Х Ц Ч Ш Щ Э Ю Я |

## Площади, бульвары
- Ленина площадь — до 1963 года бывшая площадь Сакмарская (сер. XIX в.), Соборная (конец XIX в.), Красная (1936), В. П. Чкалова (1939). Центральная часть.
- Привокзальная площадь — названа в 1928 году. Новая слободка.
- Пушкинский бульвар, Беловка — назван в 1899 году. С 1919 по 1991 год — бульвар Свердлова. Центральная часть.

## 1
- 1-й проезд — назван в 1956 году. 1-й Восточный посёлок.
- 1-й Виноградный проезд
- 1-й Восточный проезд
- 1-й проезд Кривцова
- 1-й Крымский проезд
- 1-й Луговой переулок
- 1-й Луговой проезд
- 1-й Маячный Спуск
- 1-й Одесский проезд
- 1-й Паромный переулок
- 1-й проезд Расковой
- проезд 1-й Ряд
- 1-й Сенной проезд
- 1-й Совхозный проезд
- 1-й проезд Чехова
- площадь 1 Мая
- 1 Мая — до 1926 года бывшая улица Лагерная (1879).
- 1-я Береговая
- 1-я Линейная
- 1-я Озерная
- 1-я Пугачевская
- 1-я Семафорная
- 1-я Цветочная
- 10-й квартал
- 10-й километр
- 10-я Линия - Линии улицы. 2—34, 3—83. Застройка улиц-линий началась с 1957 г. 2-й Восточный посёлок.
- 11-й квартал
- 11-я Линия
- 12-я Линия
- 13-й квартал
- 13-я Линия
- 14-й квартал
- 14 квартал
- 14-я Линия
- 15-й квартал
- 15 квартал
- 15-я Линия
- 16-й квартал
- 16-я Линия
- 17-й квартал
- 17-я Линия
- 18-й квартал
- 18-я Линия
- 19-й квартал
- 19-я Линия

## 2
- 2-й проезд — назван около 1938 года. Сырейная площадь
- 2-й Виноградный проезд
- 2-й Восточный проезд
- 2-й проезд Кривцова
- 2-й Крымский проезд
- 2-й Луговой проезд
- 2-й Маячный Спуск
- 2-й Паромный переулок
- 2-й проезд Расковой
- проезд 2-й Ряд
- 2-й Сенной проезд
- 2-й Совхозный проезд
- 2-й проезд Чехова
- 2-я Береговая
- 2-я Кишиневская
- 2-я Линейная
- 2-я Линия
- 2-я Озерная
- 2-я Привольная
- 2-я Пугачевская
- 2-я Семафорная
- 20-й квартал
- 20 квартал
- 20-я Линия
- 21-й квартал
- 21-я Линия
- 22-я Линия
- 23-я Линия
- 24-я Линия
- 25-я Линия
- 26-я Линия
- 27-я Линия
- 28-я Линия
- 29-я Линия

## 3
- 3-й проезд
- 3-й Виноградный проезд
- 3-й Паромный переулок
- 3-й проезд Расковой
- проезд 3-й Ряд
- 3-й Совхозный проезд
- 3-я Береговая
- 3-я Семафорная
- 30-я Линия
- 31-я Линия
- 32-я Линия
- 33-я Линия
- 34-я Линия
- 35-я Линия
- 37-я Линия
- 39-я Линия
- 374-й километр

## 4
- 4 Апреля
- 4-й проезд
- 4-й Виноградный проезд
- 4-й Паромный переулок
- проезд 4-й Ряд
- 4-я Береговая
- 4-я Линия
- 4-я Семафорная
- 41-я Линия
- 43-я Линия
- 45-я Линия
- 47-я Линия
- 49-я Линия

## 5
- 5-й проезд — назван в 1956 году. 1-й Восточный посёлок.
- 5-й Виноградный проезд
- 5-й Паромный переулок
- 5-я Береговая
- 5-я Линия
- 51-я Линия
- 53-я Линия
- 55-я Линия
- 57-я Линия
- 59-я Линия

## 6
- 6-й Виноградный проезд
- 6-я Береговая
- 6-я Линия
- 60 лет Октября — до 1977 года бывшая улица Строителей (1959). 1-й Восточный посёлок.
- 61-я Линия
- 63-я Линия
- 65-я Линия
- 67-я Линия
- 69-я Линия

## 7
- 7-й Виноградный проезд
- 7-я Линия
- 70-й переулок — назван около 1951 года. Красный городок.
- 70 лет ВЛКСМ
- 71-я Линия
- 73-я Линия
- 75-я Линия
- 79-я Линия

## 8
- 8 Марта — до 1926 года бывшая улица Артиллерийская (1744), улица Никольская (1760), улица Преображенская (нач. XIX в.). Центральная часть.
- 8-я Линия
- 81-я Линия
- 83-я Линия
- 85-я Линия

## 9
- 9-й Околоток
- 9-я Линия
- 9 Января — до 1919 года бывшая улица Госпитальная (1744); к северу от улица Пушкинской — бывшая улица Посадская (1760), к югу от улица Правды — бывшая улица Воскресенская (1760); вся улица — бывшая Введенская (около 1790). Центральная часть. Названа в память о жертвах Кровавого воскресенья, когда в Петербурге 9-го Января 1905 года было расстреляно мирное шествие. Этот день имел большое значение для политического пробуждения рабочих России.

## А

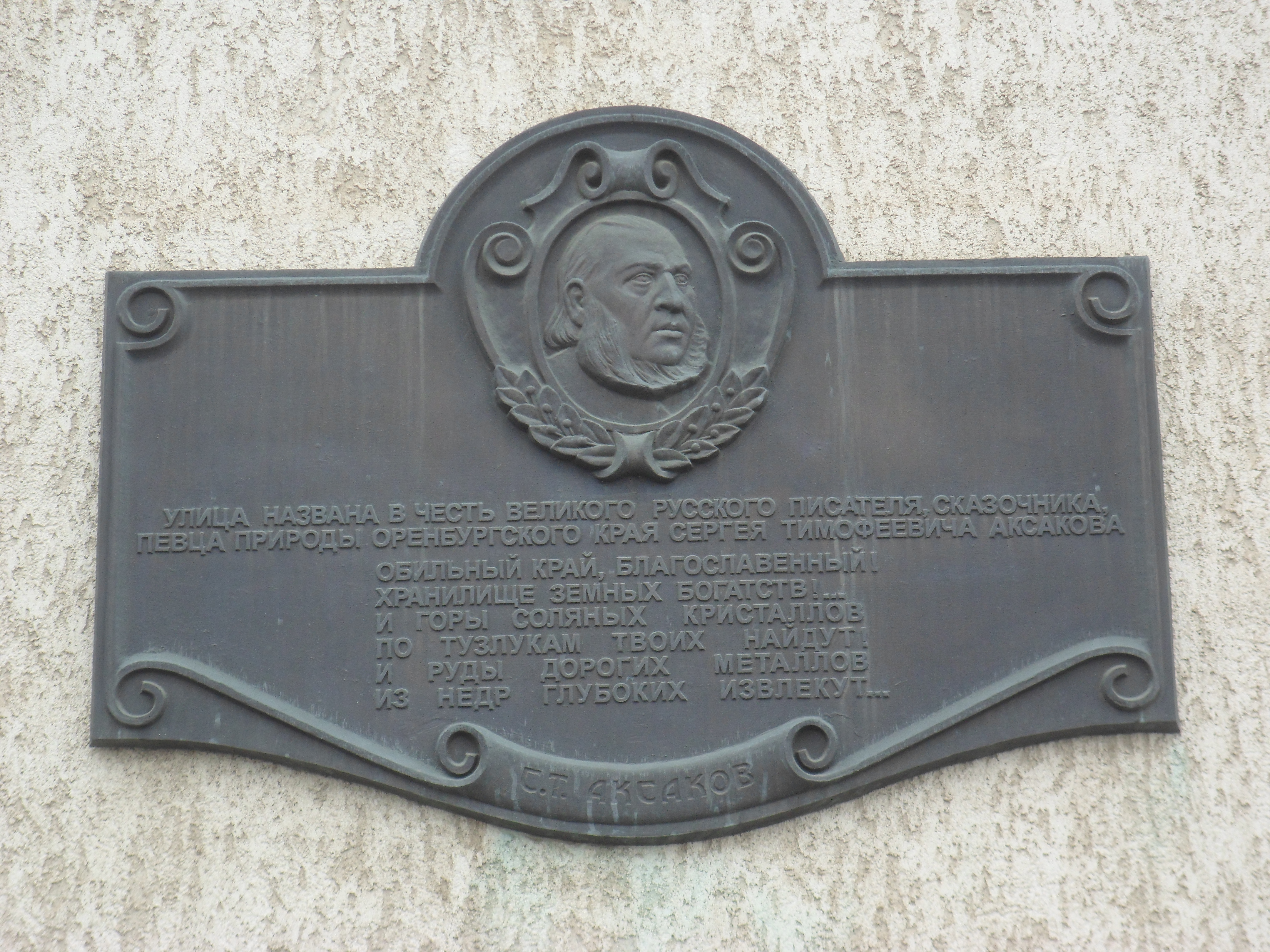
Улица названа в честь великого русского писателя С. Т. Аксакова

- Абдрашитова ― бывшая улица Колодезная (1906-1963). Названа в честь Шамиля Мунасыповича Абдрашитова (1923—1944), Героя Советского Союза, уроженца Оренбурга.
- Абдулинская ― до 1982 года бывший Челябинский проезд (около 1928) и улица 2-я Тракторная, или переулок Тракторный (1937).
- Абрикосовая
- Абрикосовый переулок
- Авдеевский переулок ― в 1926 названа в честь Василия Ивановича Авдеева (1901—1919), рабочего завода «Орлес», участника обороны Оренбурга от белоказаков.
- Авиационная ― названа в 1991 г.
- А.В. Коваленко
- Автодромная
- Автоматики проезд ― назван в 1974 г.
- Автомобилистов ― названа в 1991 г.
- Авторемонтная
- Аксакова ― названа в 1956 году в честь Сергея Тимофеевича Аксакова (1791—1859), русского писателя, который родился и вырос в Оренбургской губернии.
- Актюбинская ― названа в 1937 г. К югу от улицы Мусы Джалиля — бывшая улица Жирковская (60-е г. XIX в.), к северу от улицы Мусы Джалиля — бывший переулок Пикуновский (кон. XIX в.), переулок Рабочий (1928).
- Акулова — до 1963 г. бывшая улица Светловская (около 1880), 4-й Гончарный ряд (нач. XX в.), улица 4-я Гончарная (около 1940). Названа в честь Ивана Алексеевича Акулова (1888—1939), председателя Оренбургского губкома РКП(б) (1919—1921), советского государственного и партийного деятеля.
- Алексеевский переулок — до 1926 г. бывшая улица Аптекарская (1744), переулок Овсянниковский (XIX в.). Названа в честь Николая Семеновича Алексеева (1887—1919), рабочего завода «Орлес», участника обороны Оренбурга.
- Алексея Саморядова
- Алма-Атинская — до 1982 года бывшая улица Рабочая. Карачи. Наименована по столице Казахстана в связи с 250-летием добровольного присоединения Казахстана к России, отмечая что поселок Карачи основан казахами.
- Алтайская ― названа около 1956 года.
- Алтынсарина — до 1982 года бывшая улица Кооперативная. Карачи. Ибрай Алтынсарин (1841—1889). Выдающийся казахский педагог-просветитель, писатель, этнограф и фольклорист. Учился в киргизской (казахской) школе в Оренбурге (1850—1857).
- Амбулаторная — до 1937 года бывшая улица Сталина (около 1928). Красный городок.
- Амурская ― названа в 1959 году.
- Ангарская ― названа в 1958 году.
- Андреева — до 1967 года бывший переулок Котельный (около 1935), улица 1-я Котельная (1937). Красный городок. Иван Ильич Андреев (1883—1935). Кузнец Главных железнодорожных мастерских, председатель стачечного комитета, комиссар чрезвычайной следственной комиссии, один из организаторов Советской власти в Оренбурге.
- Апрельский переулок — до 1958 года бывшая Виноградов посад. Сырейная площадь.
- Арапова — до 1982 года бывшая улица Овражная (1959). 1-й Восточный посёлок. Илья Федорович Арапов (1740—1774) — крепостной крестьянин, видный повстанческий атаман, соратник Пугачева, командовал повстанческими войсками в районе Бузулука. Погиб под крепостью Татищевой. Названа в связи с тем, что осенью 1773 года неподалёку был первый лагерь армии Пугачева.
- Ардатовский переулок ― названа в 1928 году. От улицы Мусы Джалиля до переулок Косогорного — часть бывшая улица Извозчичьей (60-е г. XIX в.), к северу от переулок Косогорного — часть бывшей площади Ардатовской. Аренда.
- Арсенальный переулок ― названа в 1948 году. Сырейная площадь.
- Артельная ― названа в 1959 году. Южный посёлок.
- Архивный переулок — до 1926 года бывший переулок Казарменный (30-е г. XIX в.), переулок Торговый (80-е г. XIX в.). Центральная часть.
- Астраханская — до 1957 года бывшая улица Казанская (1906), улица Молотова (около 1928).

## Б

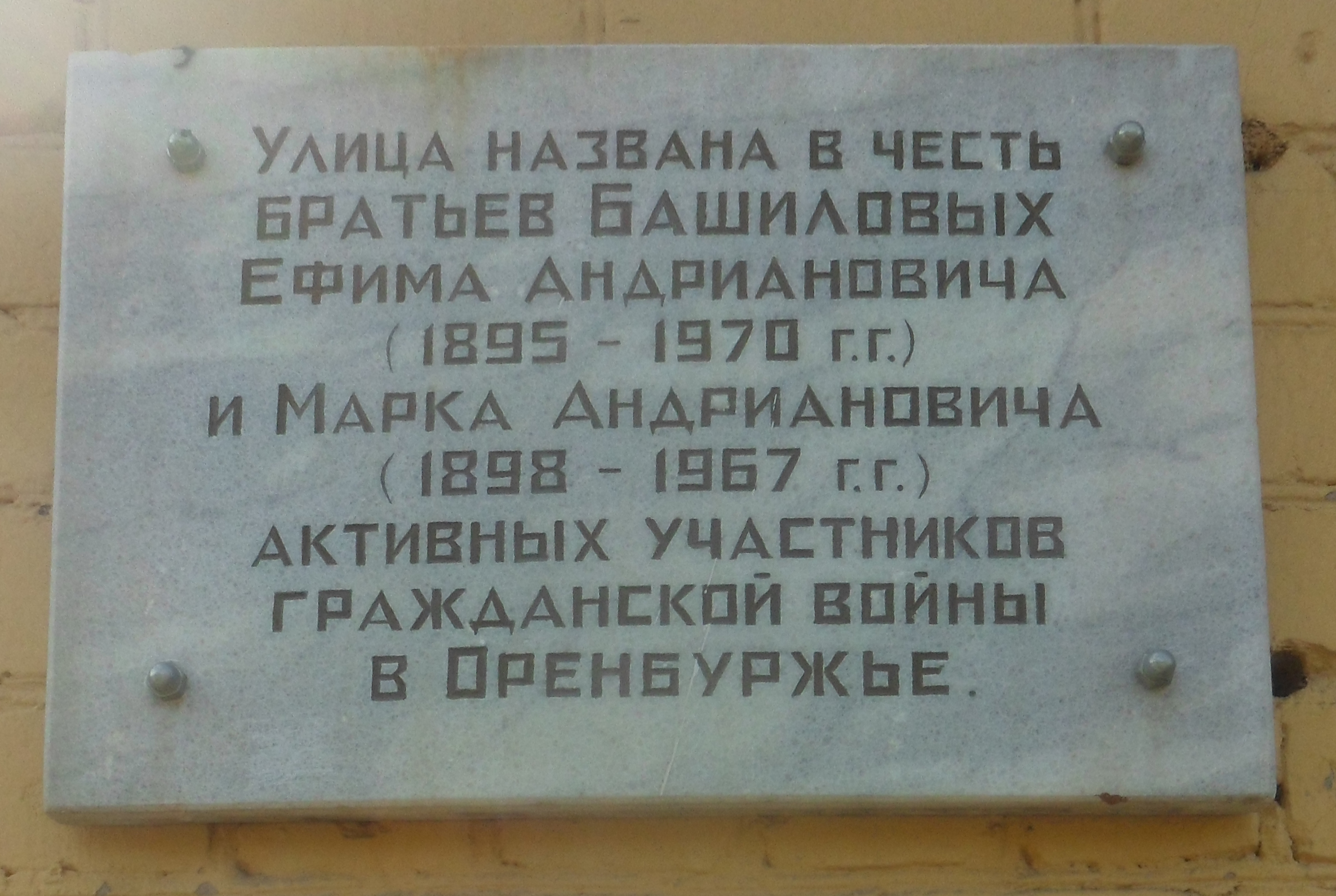
Улица названа в честь братьев Башиловых Ефима и Марка

- Бабушкина — до 1938 года бывшая улица Левашова (около 1928). Сырейная площадь. Иван Васильевич Бабушкин (1873—1906). Профессиональный революционер-большевик, активный член петербургского и екатеринославского «Союзов борьбы за освобождение рабочего класса», один из организаторов ленинской «Искры». Расстрелян карательной экспедицией.
- Багаева — до 1982 года бывшая улица 3-я Буранная (нач. XX в.). Аренда. Михаил Александрович Багаев (1874—1949). Рабочий, один из организаторов «Северного рабочего союза». В 1897 году, будучи сосланным в Оренбург, создал здесь вместе с С. И. Гусевым первый марксистский кружок.
- Багратиона улица ― названа в 1991 году. Петр Иванович Багратион (1765—1812). Князь, русский полководец, герой Отечественной войны 1812 года, генерал от инфантерии, ученик и сподвижник А. В. Суворова и М. И. Кутузова.
- Базарная ― названа в начале XX в. Кузнечный. Названа в связи с близостью к конно-сенному базару.
- Базовая ― названа около 1960 года. Берды.
- Байкальская ― названа в 1959 году. Хлебный городок.
- Бакинская ― названа в 1960 году. 2-й Оренбург.
- Балтийский переулок ― назван в 1960 году. Хлебный городок.
- Банный переулок ― назван в 40-е г. XIX в. Аренда. Наименован по бывшему Банному протоку, или озеру, засыпанному ныне.
- Баргузинская
- Барнаульский переулок — до 1959 года бывшая проезд № 2 (1957).
- Бассейный переулок ― назван во второй половине XIX в. Форштадт. Назван по бассейну, который находился на перекрестке современной улица Чкалова и этого переулка.
- Батурина ― названа в 1967 году. Совхоз «Дружба». Павел Степанович Батурин (1889—1919) ― Иваново-Вознесенский большевик, сменил Д. А. Фурманова на посту комиссара Чапаевской дивизии. Погиб в бою у села Лбищенск.
- Баумана — до 1965 года бывшая улица 8-го Марта. Берды. Николай Эрнестович Бауман (1873—1905). Профессиональный революционер, видный деятель большевистской партии.
- Бебеля ― названа в 1926 году. Красный городок. Август Бебель (1840—1913). Выдающийся деятель германского и международного рабочего движения, один из основателей и руководителей германской социал-демократической партии и II Интернационала.
- Безымянная
- Белградская
- Белинского ― названа в 1956 году. Маяк. Виссарион Григорьевич Белинский (1811—1848). Русский революционный демократ, выдающийся литературный критик.
- Белогорская — до 1982 года бывшая улица Буранная (нач. XX в.), улица Семафорная (1928). Аренда. Названа по Белогорской крепости из повести А. С. Пушкина «Капитанская дочка» в память посещения поэтом Оренбурга в 1833 году.
- Белозерная — до 1958 года бывшая улица Октябрьская (1928). 2-й Оренбург.
- Беляевская ― названа в 1965 году. Пугачи, Карачи. Наименована по шоссе, ведущему в сторону районного центра Беляевка.
- Беляевское шоссе
- Бердинская — до 1965 года бывшая улица А. С. Пушкина. Берды.
- Берег Урала улица ― названа в 1928 году. Центральная часть.
- Береговая 1-я улица ― названа в 1959 году.
- Береговая 2-я улица ― названа в 1959 году.
- Береговая 3-я улица ― названа в 1959 году.
- Береговая 4-я улица ― названа в 1959 году.
- Береговая 5-я улица ― названа в 1959 году.
- Береговая 6-я улица ― названа в 1959 году. Все Береговые улицы находятся на Маяке в Промышленном районе. Расположены параллельно друг другу и выходят к берегу Сакмары.
- Березка ― названа в 1970 году. Степной посёлок.
- Березовая ― названа в 1960 году. Заречный посёлок.
- Березовая улица ― названа в 1991 году. Пристанционный посёлок.
- Березовая Ростошь ― названа в 1990 году. Ростоши.
- Блока ― названа около 1930 года. Красный городок. Александр Александрович Блок (1880—1921). Русский поэт, автор первой советской поэмы о революции «Двенадцать».
- Блюхера — до 1965 года бывшая улица Максима Горького. Берды. Василий Константинович Блюхер (1890—1938). Советский военный и партийный деятель. Маршал Советского Союза, герой гражданской войны. Первым в Советской республике награжден орденом Красного Знамени. Участвовал в освобождении Оренбурга от войск А. И. Дутова.
- Богдана Хмельницкого — до 1954 года бывший проезд Театральный (около 1946). Центральная часть. Богдан Михайлович Хмельницкий (1595—1657). Украинский государственный и военный деятель, возглавлял Переяславскую раду, торжественно подтвердившую акт о воссоединении Украины с Россией.
- Боевой переулок ― названа в 1957 году. Сырейная площадь.
- Больничный проезд ― назван в 1959 году. Наименован по смежности с областной клинической больницей.
- Большой проезд ― назван в 1993 году.
- Братиславская
- Братская ― названа в 1973 году. Степной посёлок.
- Братьев Башиловых — до 1979 года бывшая улица 2-я Тепловозная (1959). Хлебный городок. Ефим Андрианович (1895—1970) и Марк Андрианович (1896—1967) Башиловы. Активные участники гражданской войны и установления Советской власти в Оренбурге.
- Братьев Коростелевых проспект — до 1957 года бывшее шоссе Орлесовское. Красный городок. Коростелевы Александр Алексеевич (1887—1939) и Георгий Алексеевич (1885—1932). Революционеры, герои гражданской войны, видные партийные и советские работники Оренбургской губернии.
- Братьев Хусаиновых
- Брестская ― названа в 1973 году. Северный посёлок.
- Бригадный переулок ― назван около 1961 года. Аренда.
- Брыкина — до 1963 года бывшая улица Казначейская (около 1880), переулок Тюремный (около 1890), переулок Изоляционный (1926). Центральная часть.
- Брянская ― названа в 1960 году. Заречный посёлок.
- Бугурусланская ― названа около 1958 года. 1-й Восточный посёлок.
- Бузулукская ― названа около 1958 года. 1-й Восточный посёлок.
- Бульвар имени Я.М. Свердлова(Беловка)
- Бульварный проезд ― назван в 1993 году.
- Буранная — до 1982 года бывшая 1-я Буранная (нач. XX в.). Аренда.
- Бурзянцева — до 1926 года бывшая улица Безака (1864). Центральная часть. Михаил Николаевич Бурзянцев (1897—1918). Большевик, губернский комиссар юстиции. Под его руководством в Оренбурге были созданы народный суд и прокуратура.
- Буровой переулок ― названа в 1959 году. Маяк.
- Буруктальский переулок ― названа в 1990 году. Ростоши.
- Бурчак-Абрамовича — до 1982 года северная часть бывшая улица Котова (около 1930), улица 2-я Котова (1937). Красный городок. Александр Михайлович Бурчак-Абрамович (1892—1929). Член Коммунистической партии с 1917 года, активный участник гражданской войны в Оренбуржье. Жил неподалёку, в бывшей «Нахаловке». Наименована к 90-летию со дня рождения.
- Бухарский переулок — назван около 1867 года, бывшая улица Уфимская (1744), переулок Уфимский (около 1836), на бывшей эспланаде — переулок Червяковский (до нач. XX в.). Центральная часть.

## В

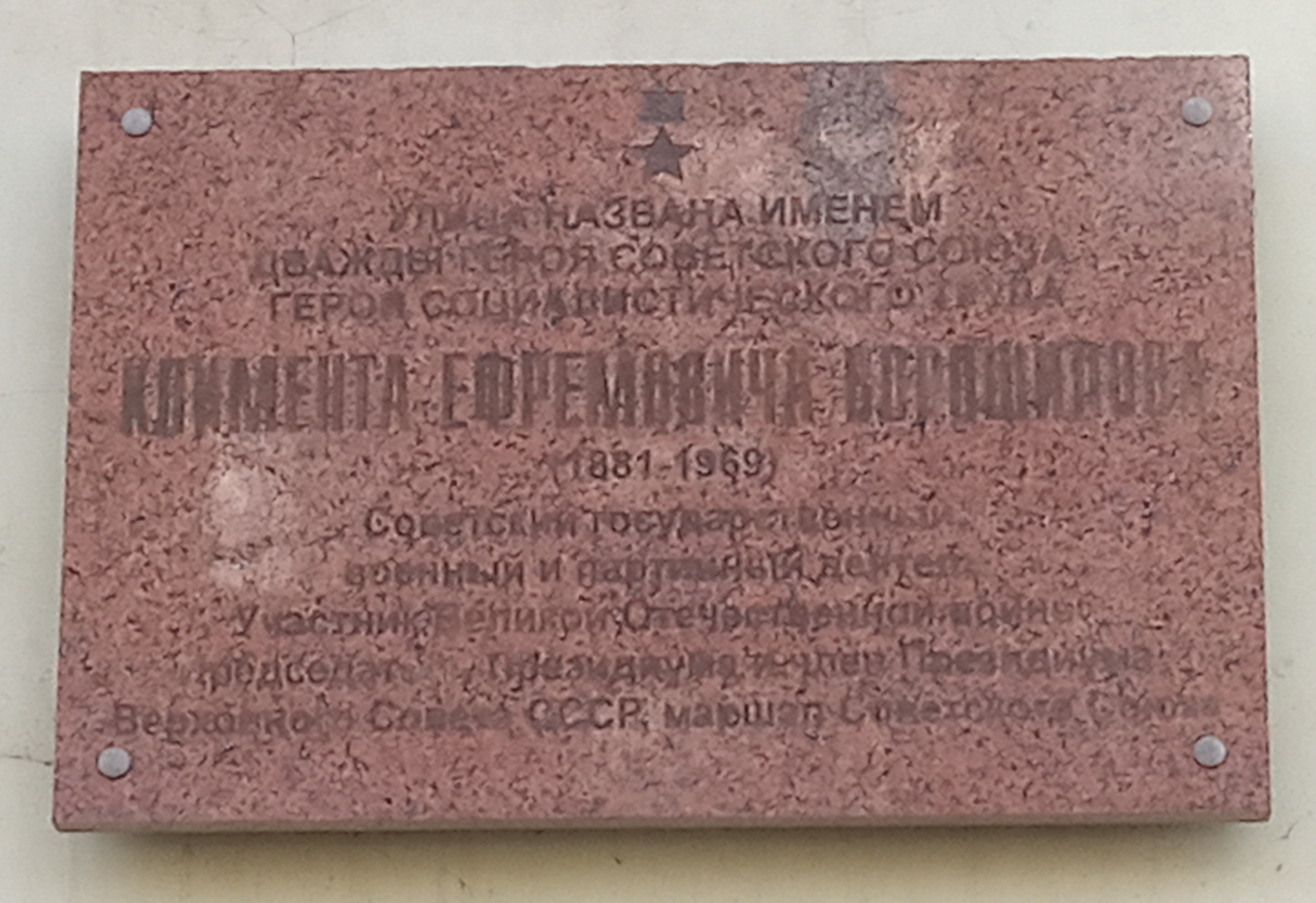
Улица названа именем дважды Героя Советского Союза Климента Ефремовича Ворошилова

- Вагонная — названа в 1937 году. Маяк. Названа в связи с тем, что она ведет к бывшему паровозо-вагоноремонтному заводу (ныне ТРЗ).
- Васильковая — названа в 1990 году. Ростоши.
- Великанова — до 1967 года бывшая улица 2-я Котельная (1937). Красный городок. Михаил Дмитриевич Великанов (1893—1938). Советский военный деятель, активный участник гражданской войны. В 1919 году был начальником обороны Оренбурга.
- Венский бульвар
- Веселая — названа в 1990 году. Ростоши.
- Весенний квартал
- Весенняя — названа в 1959 году. Южный посёлок.
- Ветеранов — названа в 1990 году. Ростоши.
- Ветеранов Труда — названа в 1985 году. Посёлок им. Куйбышева.
- Вечерняя — названа в 1990 году. Ростоши.
- Виноградная — названа в 1960 году. Аренда.
- Витебская — до 1960 года бывшая улица Кожевенная (около 1946). Овчинный городок.
- Витимская
- Вишневая — названа в 1959 году. 2-й Оренбург.
- Владивостокская — до 1960 года бывшая улица Комсомольская. Пристанционный посёлок.
- Внутриквартальный переулок — назван в 1946 году. Сырейная площадь.
- Водосточная — названа в 1948 году.
- Водяная — названа около 1946 года. 2-й Оренбург.
- Водяной переулок — Карачи.
- Войкова — названа около 1927 года. Сырейная площадь. Петр Лазаревич Войков (1888—1927). Активный участник революционного движения в России, советский дипломат.
- Вокзальная — до 1937 года бывшая улица № 8. Сырейная площадь.
- Волгоградская — названа в 1973 году. Степной посёлок.
- Волжская
- Володарского — до 1919 года бывшая улица Инженерная (1863). Центральная часть. Моисей Маркович Володарский (Гольдштейн) (1891—1918). Активный участник Октябрьского вооруженного восстания. Петроградский комиссар по делам печати, пропаганды и агитации, редактор «Красной газеты».
- Волочаевская — названа около 1946 года в память о героических боях Народно-революционной армии Дальневосточной республики с интервентами у станции Волочаевка в феврале 1922 года. Сырейная площадь.
- Вольная
- Воровского — до 1926 года бывшая проезд № 3 (около 1923). Красный городок. Названа в честь Вацлава Вацлавовича Воровского (1871—1923).  Один из первых советских дипломатов. Советский государственный и партийный деятель, дипломат, публицист, литературный критик. Был послом РСФСР в Скандинавии и в Италии.
- Ворошилова — Берды. Климент Ефремович Ворошилов (1881—1969). Советский государственный, партийный и военный деятель. Маршал Советского Союза, дважды Герой Советского Союза, Герой Социалистического Труда.
- Воскресенская — названа в 1990 году. Ростоши.
- Восстания — до 1965 года бывшая улица Ленинская. Берды. Названа в память о Крестьянской войне 1773—1775 гг. под предводительством Е. И. Пугачева, ставка которого во время осады Оренбурга была на этой улице.
- Восточная — до 1956 года к северу от улицы Карагандинской бывший переулок Сельский (1956), объединен с улицей в 1982 г. 1-й Восточный посёлок.
- Восточный 1-й проезд — назван в 1956 году. 1-й Восточный посёлок.
- Восточный 2-й проезд — назван в 1956 году. 1-й Восточный посёлок.
- Восточный переулок — до 1937 года бывший переулок Первомайский (около 1932).
- Всесоюзная — до 1982 года бывшая улица Механическая (1973). Названа в честь 60-летия образования СССР. Одновременно возрождено название, данное в 1926 г. современной улице Орджоникидзе в связи с образованием СССР.
- Высотная — названа в 1993 году.
- Вяземский переулок — названа в конце XIX в. Аренда.
- Вязовая — названа в 1990 году. Ростоши.

## Г

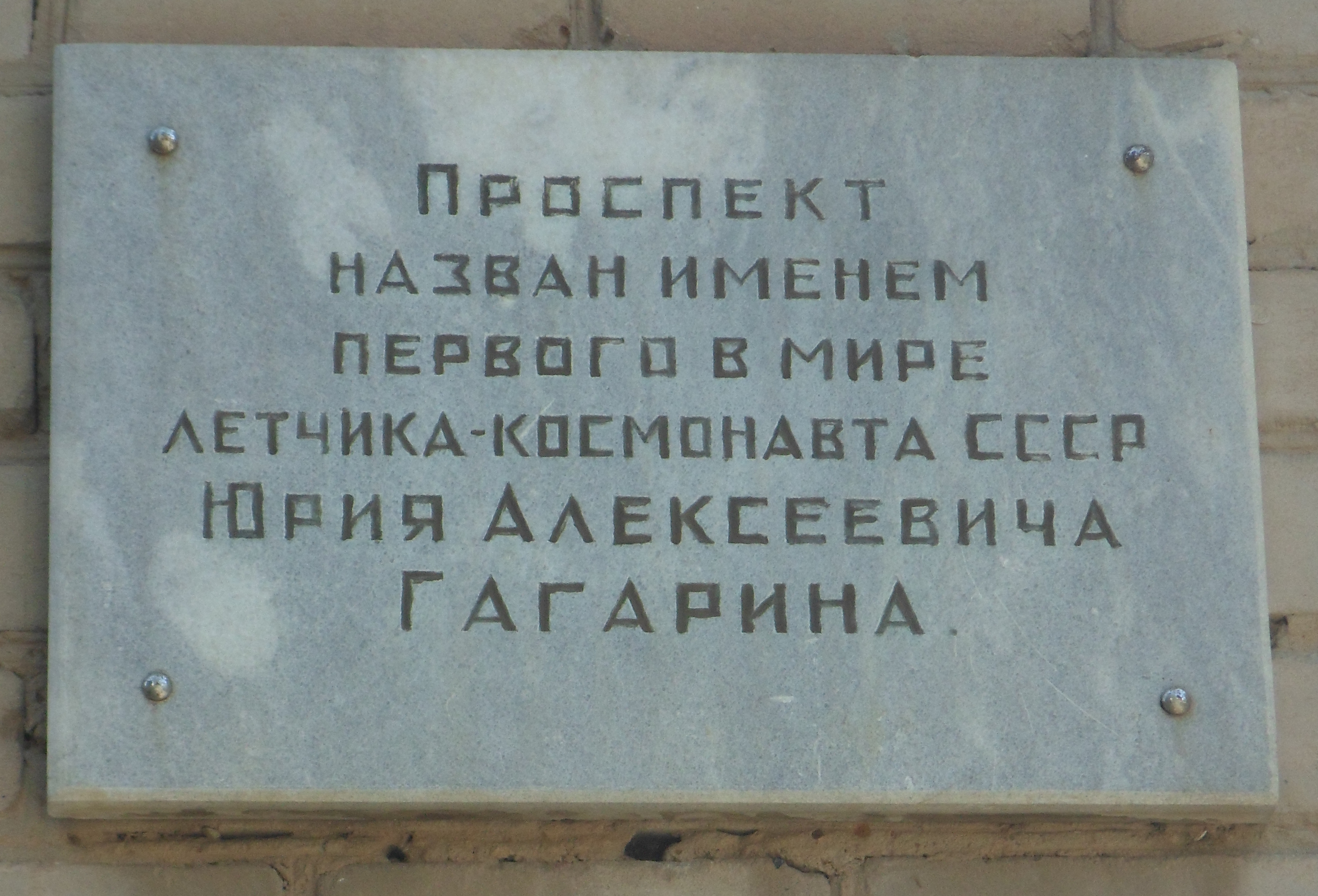
Проспект назван именем первого в мире летчика-космонавта СССР Юрия Алексеевича Гагарина

- Гагарина проспект — до 1961 года бывшее Нежинское шоссе. 1-й, 2-й Восточные поселок. Юрий Алексеевич Гагарин (1934—1968). Первый в мире человек, совершивший полет в космос на корабле-спутнике «Восток-1». Герой Советского Союза. Воспитанник Оренбургского авиационного училища.
- Газовиков проезд — назван в 1976 году. 2-й Восточный поселок.
- Газовый переулок
- Газпромовская
- Гайдара переулок — до 1999 года бывшая улица Южная, Пугачи. Аркадий Петрович Гайдар (Голиков) (1904—1941). Русский, советский детский писатель. Был военным корреспондентом. Погиб в бою с фашистскими захватчиками.
- Гаранькина
- Гастелло — до 1965 года бывшая улица Кооперативная. Берды. Николай Францевич Гастелло (1907—1941). Советский летчик. Герой Советского Союза, командовал эскадрильей бомбардировщиков. Погиб, направив свой горящий самолет на скопление танков противника.
- Гая — названа в 1979 году. Гай Дмитриевич Гай (Гай Бжишкян) (1887—1937). Советский военный деятель. В период гражданской войны командовал 24-й Симбирской железной дивизией, 1-й армией Восточного фронта, участвовавшей в 1919 году в освобождении Оренбурга и других городов от белой армии.
- Гвардейская — до 1965 года бывшая улица Садовая (северная часть). Пугачи. Названа в честь гвардейских частей Советской Армии, участвовавших в Великой Отечественной войне.
- Геологический переулок — назван в 1965 году. Пугачи.
- Геофизиков — названа около 1961 года. Пугачи.
- Герцена — названа около 1928 года. Сырейная площадь. Александр Иванович Герцен (1812—1870). Русский революционный демократ, писатель, философ и публицист.
- Глинки — названа в 1948 году. Северо-восточная часть. Михаил Иванович Глинка (1804—1857). Великий русский композитор, родоначальник русской классической музыки.
- Глухой переулок — назван в сер. XIX в. Аренда.
- Гоголя — названа в 1956 году. Маяк. Николай Васильевич Гоголь (1809—1852). Великий русский писатель.
- Гончарная — до 1965 года бывшая улица Тухтинская (80-е г. XIX в.), 2-й Гончарный ряд (нач. XX в.), 2-я Гончарная улица (около 1940). Аренда. Название связано с гончарными заведениями, которых было много на этой и прилегающих улицах.
- Гора Маяк улица — названа в 1954 году. Маяк. Северо-восточный склон.
- Горный переулок — до 1948 года бывший проезд № 15 (1940).
- Городищенская — названа в 1959 году. 1-й Восточный поселок.
- Городская — названа в 1991 году. Ростоши.
- Гороховская — названа около 1922 года. Ситцовка. Название дано по ассоциации с Гороховой улицей Петербурга. После Октябрьской революции этот район назывался Новый Петроград, Новый Ленинград.
- Госпитальный переулок — около 80-е г. XIX в. часть бывшей площади Госпитальной. Новая слободка. Переулок как проезд образовался после закладки сада — современного Железнодорожного парка им. В. И. Ленина.
- Грабовского переулок — назван в 1928 году, образовался в 1910—1913 гг., но названия не имел. Красный городок. Болеслав Яковлевич Грабовский (?—1918). Токарь Главных мастерских Ташкентской железной дороги, красногвардеец. Погиб во время налета белоказаков на Оренбург 4-го апреля 1918 года.
- Гражданская — названа в 1965 году. Поселок Кушкуль.
- Гранитный переулок — до 1959 года бывшая проезд № 2 (около 1957).
- Гребенникова
- Гребенская — названа в 1906 году. Названа по поселку и горе «Гребени».
- Грибная — названа в 1991 году. Пристанционный поселок.
- Грибоедова — названа в 1956 году. Маяк. Александр Сергеевич Грибоедов (1795—1829). Русский писатель и дипломат, автор знаменитой комедии «Горе от ума».
- Григорьевская — до 1956 года бывшая улица Каратаевская (сер. XIX в.). Новая слободка. Степан Федорович Григорьев (1883—1918). Рабочий Главных железнодорожных мастерских, красногвардеец. Погиб во время налета белоказаков на Оренбург 4-го апреля 1918 года.
- Грозненская — названа в 1960 году. 2-й Оренбург. Названа по городу Грозному, одному из центров по добыче и переработке нефти, в связи с тем, что поселок образован для рабочих нефтемаслозавода.
- Грушевый переулок — назван в 1991 году. Пристанционный поселок.
- Губерлинский проезд
- Гугучкинский переулок — назван в 1926 году. Иван Петрович Гугучкин (?—1918). Комиссар 2-й отдельной сводной батареи, активный участник борьбы за освобождение Оренбурга от войск А. И. Дутова Погиб во время налета белоказаков на Оренбург 4-го апреля 1918 года.
- Гусева — до 1982 года бывшая 4-я Буранная (нач. XX в.). Аренда. Сергей Иванович Гусев (Яков Давыдович Драбкин) (1874—1933). Советский государственный и партийный деятель. Будучи сосланным в Оренбург в 1897 году., вместе с М. А. Багаевым организовал первый марксистский кружок.

## Д

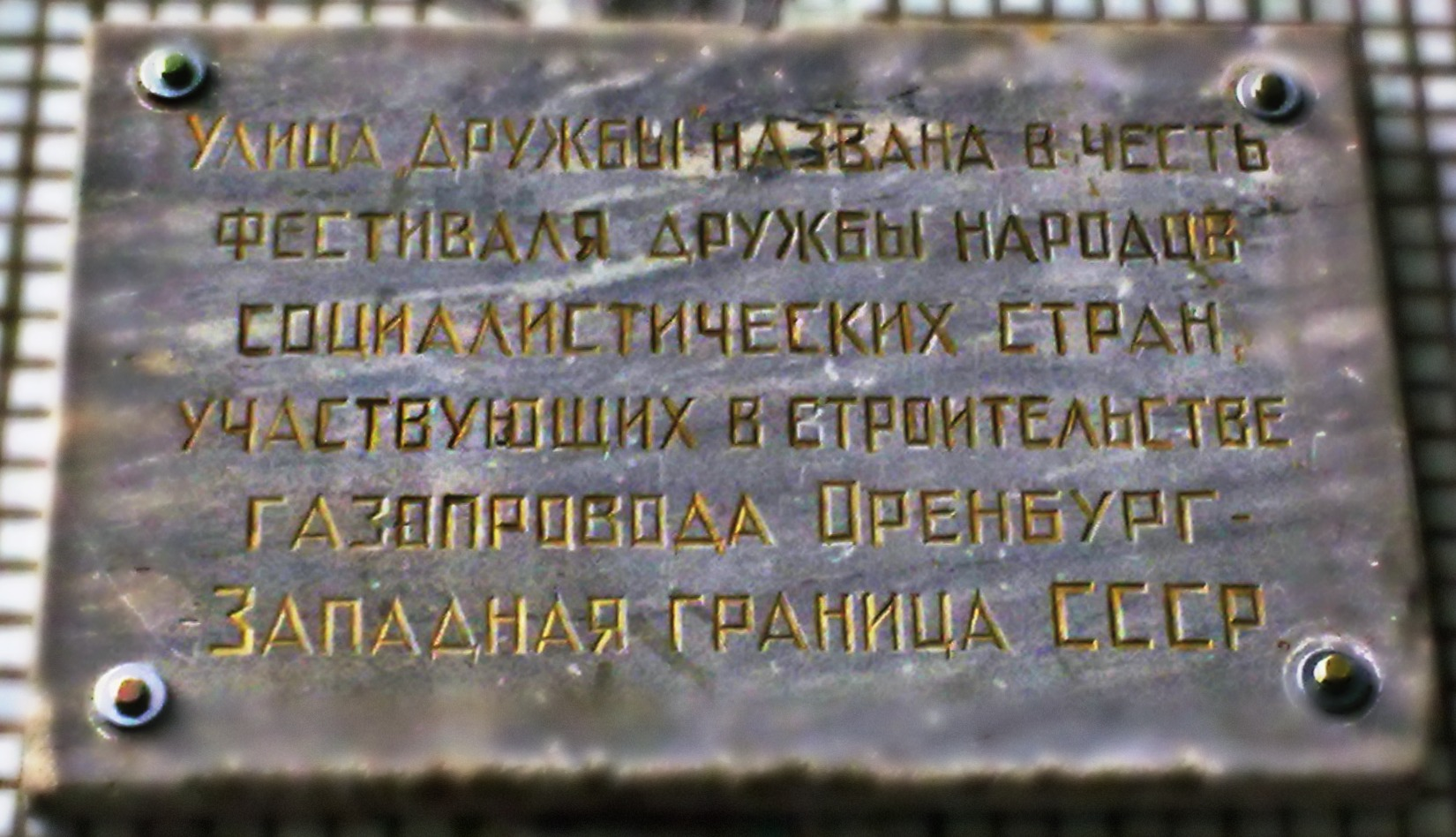
Улица Дружбы, названа в честь фестиваля дружбы народов социалистических стран, участвующих в строительстве газопровода Оренбург-Западная граница СССР.

- Дальний переулок — назван в 1958 году. 2-й Оренбург.
- Дальнореченская — названа в 1990 году. Ростоши.
- Даля — названа около 1959 года. Южный поселок. Владимир Иванович Даль (1801—1872). Русский писатель, этнограф и языковед. Автор «Толкового словаря живого великорусского языка». Жил в Оренбурге с 1833 по 1841 год.
- Дамбовая
- Дачная — до 1937 года часть бывшей улица Сталина (около 1928). Красный городок.
- Двинская
- Дебетная
- Декабристов — названа в 1956 году. Маяк. Названа в память о декабристах, положивших начало русскому революционному движению.
- Деповская — названа в 1937 году. Сырейная площадь. Названа по расположенному вблизи депо железной дороги.
- Депутатская — названа около 1946 года.
- Державина — до 1965 года бывшая улица Колхозная. Берды. Гаврила Романович Державин (1743—1816). Русский поэт, представитель классицизма в русской литературе. В детстве жил и учился в Оренбурге.
- Детский переулок — назван в 1992 году. Ростоши.
- Джангильдина — названа в 1982 году. Восточная часть бывшей улицы Просторной (1976). Северный поселок. Алибий Токжанович Джангильдин (1884—1963). Активный участник борьбы за установление Советской власти в Оренбургской губернии и Казахстане, член Коммунистической партии с 1915 г., советский партийный и государственный деятель. Названа к 250-летию добровольного присоединения Казахстана к России.
- Дзержинского — названа около 1928 года. Сырейная площадь.
- Дзержинского проспект — до 1977 года бывшая улица Юбилейная (1973). Степной поселок. Феликс Эдмундович Дзержинский (1877—1926). Активный участник польского и русского революционного движения. С декабря 1917 года — председатель ВЧК. Один из выдающихся деятелей Коммунистической партии и Советского государства. Переименована к 100-летию со дня рождения.
- Диагностики — названа в 1991 году.
- Диспансерный переулок — до 1928 года бывшая улица Солдатская (1744), переулок Солдатский (около 1760). Центральная часть.
- Дмитриевский переулок — до 1926 года бывшая улица Преображенская (1744), переулок Атаманский (нач. XIX в.). Центральная часть. Александр Михайлович Дмитриев (?—1918). Рабочий Главных железнодорожных мастерских, красногвардеец.
- Дмитрия Донского — до 1948 года бывшая проезд № 7 (1940). Димитрий Иванович Донской (1350—1389). Великий князь московский, объединивший силы русского народа для общей борьбы против татаро-монгольского ига.
- Днепровская
- Днепропетровская — названа в 1959 году. Южный поселок.
- Добролюбова — названа в 1950 году. Маяк. Николай Александрович Добролюбов (1836—1861). Русский литературный критик, публицист, революционный демократ.
- Добычной переулок — названа около 1956 года. Маяк.
- Долинная — названа в 1990 году. Ростоши.
- Домбаровская — названа в 1959 году. Маяк.
- Донгузская — названа около 1927 года. Пугачи.
- Донгузская 1-й проезд
- Донгузская 3-й проезд
- Донгузская 5-й проезд
- Донецкая — до 1957 года бывшая улица Черновская (кон. XIX в.), улица Буденного (1928). Форштадт.
- Донковцева
- Дорожная — названа в 1991 году. Пристанционный поселок.
- Дорожный переулок — назван около 1962 года. Сырейная площадь.
- Дорофеева
- Достоевского — названа в 1959 году. Маяк. Федор Михайлович Достоевский (1821—1881). Великий русский писатель, мастер психологического социально-философского романа.
- Дружбы — до 1977 года бывшая улица Уфимская (1973). Северный поселок.
- Дружная
- Дубицкого — до 1926 года бывшая улица Часовенная (1879). Евдоким Прохорович Дубицкий (1887—1919). Начальник службы движения дороги. Содействовал восстановлению работы железнодорожного узла в Оренбурге. Погиб в Ташкенте во время контрреволюционного мятежа.
- Дунаевского — до 1965 года бывшая улица Сенная. Пугачи. Исаак Осипович Дунаевский (1900—1955). Советский композитор, народный артист РСФСР, лауреат Государственной премии СССР.

## Е
- Егорова — до 1965 года бывшая улица 2-я Пушкинская. Пугачи. Александр Ильич Егоров (1883—1939). Прославленный командарм, Маршал Советского Союза. С 1934 года кандидат в члены ЦК ВКП(б). Уроженец Оренбуржья.
- Еловая — названа в 1991 году. Пристанционный поселок.
- Елькинская — до 1963 года бывшая площадь Ардатовская (кон. XIX в.), площадь Елькинская (1928). Аренда. Соломон Яковлевич Елькин (1888—1918). Активный участник борьбы за Советскую власть в Оренбургской губернии. Погиб в неравном бою с белоказаками под Бузулуком.
- Енисейская — названа в 1959 году. Южный поселок.
- Епифанова — до 1967 года бывший проезд № 4. 1-й Восточный поселок. Тихон Иосифович Епифанов (1896—1953). Участник гражданской войны. Сражался на Оренбургском, Восточном, Актюбинском и других фронтах. Уроженец Оренбурга. Прошел боевой путь от рядового до генерал-лейтенанта Советской Армии.
- Есенина — до 1965 года бывшая улица Торговая. Пугачи. Сергей Александрович Есенин (1895—1925). Выдающийся русский советский поэт, произведения которого полны любви к Родине, русской природе.
- Есимова

## Ж
- Железнодорожная — до 1926 года бывшая улица Ивановская (конец XIX в.). Аренда.
- Железнодорожный переулок — назван в 1930 году. Аренда.
- Желябова — названа около 1928 года. Сырейная площадь. Андрей Иванович Желябов (1850—1881). Революционный народник. Один из руководителей партии «Народная воля». Организовывал ряд покушений на императора Александра II, закончившихся убийством царя 1 марта 1881 года.
- Женевская
- Жигулевская — до 1965 года бывшая улица Куйбышева. Берды.
- Житомирская — до 1982 года бывшая улица Зауральная (около 1957). Ул. 1-я Житомирская (1960). Овчинный городок.
- Жуковского переулок — названа около 1954 года. Маяк.
- Жуковского — до 1954 года часть бывшая улица № 10 (1940), бывшая улица Щорса (1948). Маяк. Василий Андреевич Жуковский (1783—1852). Русский поэт, один из основоположников романтизма в русской поэзии. В 1837 году. Жуковский посетил Оренбург, сопровождая Цесаревича Александра Николаевича.
- Журавлиная — названа в 1990 году. Ростоши.
- Журевского — Ростоши. Петр Борисович Журевский (1894—1963). Комиссар связи Оренбургской губернии, член губкома партии, представитель губпрофсовета, заместитель председателя КирЦИКа.

## З
- Заводская — Берды.

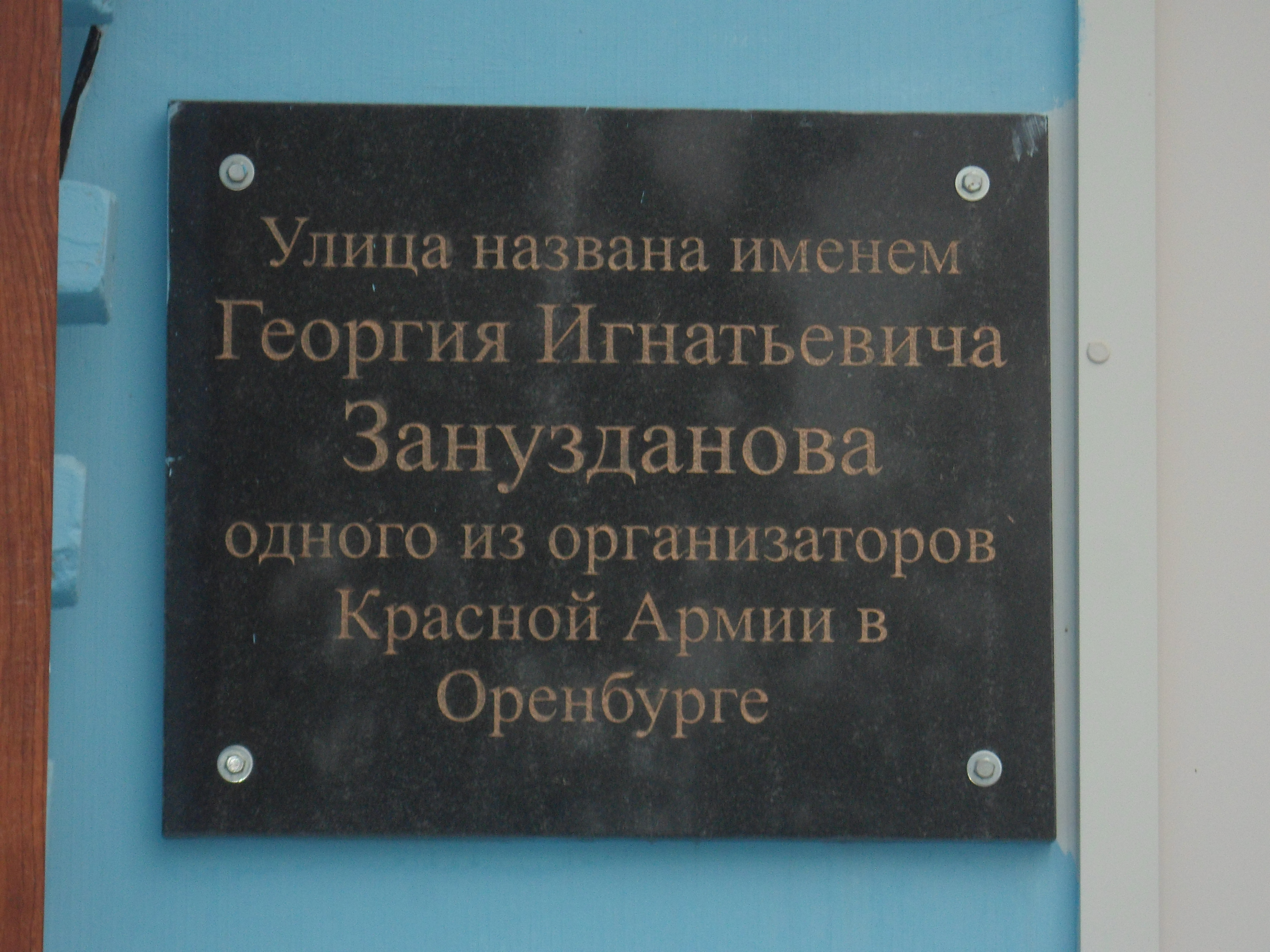
Улица названа именем Георгия Игнатьевича Занузданова, одного из организаторов Красной Армии в Оренбурге.

- Заводской переулок — до 1926 года бывший переулок Еникеевский (60-е г. XIX в.). Аренда.
- Загородное шоссе — названо в 1989 году. Объездная дорога от транспортной развязки на пересечении с Шарлыкским шоссе до Беляевского шоссе.
- Замкнутый переулок — до 1982 года бывшая переулок Тупой. Карачи.
- Занузданова — до 1967 года бывшая улица 2-я Столярная (около 1952). Сырейная площадь. Георгий Иванович Занузданов (1892—1960). Один из руководителей революционного движения в Оренбурге. Участвовал в формировании частей Красной Армии в губернии. поселоке гражданской войны был на военной и советской работе.
- Заовражная
- Западная — до 1948 года бывшая улица № 11 (1940). Маяк.
- Запорожская — названа в 1959 году. Южный поселок.
- Заречная — названа в 1959 году. Южный поселок.
- Зауральная — названа в 1959 году. Южный поселок.
- Звездный переулок — назван в 1990 году. Ростоши.
- Зеленая — до 1959 года бывшая улица Плещеевская. Пугачи.
- Землянского — Ростоши. Андрей Михайлович Землянский (1885—1937). Слесарь Главных железнодорожных мастерских. В 1917 году. был членом стачечного комитета и бойцом подпольного отряда Красной гвардии в Оренбурге, воевал в составе 1-го Оренбургского рабочего полка. после войны был на партийной, советской и хозяйственной работе.
- Земская
- Зиминская — до 1926 года бывшая улица Мурзакаевская (сер. XIX в.). Новая слободка. Андрей Петрович Зимин (1890—1918). Революционер, председатель стачечного комитета Главных железнодорожных мастерских в 1917 году. Убит наемниками белогвардейцев.
- Зиновьева — названа в 1919 году. С 1937 по 1967 год носила название Транспортной. Красный городок. Георгий Васильевич Зиновьев (1887—1934). Советский военный деятель, герой гражданской войны. Командовал Туркестанской и 1-й армиями при разгроме белогвардейских войск.
- Знаменский проезд — названа в 1965 году. 1-й Восточный поселок. Название связано с расположением на востоке города по ассоциации со знаменем и Первомаем. Одновременно названы три параллельных проезда: Майский, Знаменский, Светлый.
- Зои Космодемьянской — до 1965 года бывшая улица Лермонтова. Пугачи. Зоя Анатольевна (Таня) Космодемьянская (1923—1941). Советская партизанка, комсомолка, Герой Советского Союза. Казнена гитлеровцами.
- Зорянка — названа в 1990 году. Ростоши.

## И
- Иванова
- Ивановский переулок — до 1926 года бывшая улица Унтерофицерская (1744), переулок Бердинский (около 1760), переулок Кадетский (около 1863). Центральная часть. Иван Андреевич Иванов (?—1918). Рабочий завода «Орлес», красногвардеец, погиб на Актюбинском фронте.
- Ивовая
- Игоря Третьяка переулок — до 1991 года бывший переулок Дорожный тупик (около 1962). Сырейная площадь. Игорь Алексадрович Третьяк (1958—1982). Старший лейтенант Советской Армии, уроженец Оренбурга. Погиб в Афганистане. Посмертно награжден орденом Красной Звезды.
- Ижевская — названа в 1959 году. Хлебный городок.
- Ижевский переулок — до 1959 года бывшая проезд № 4. 1-й Восточный поселок.
- Измайловская — до 1960 года бывшая улица Дорожная. Пристанционный поселок.
- Изобильная — названа в 1990 году. Ростоши.
- Илекская — до 1965 года бывшая улица Рабочая. Пугачи, Южный поселок.
- Илекское шоссе
- Инверторная — названа в 1993 году.
- Индивидуальная — названа в 1990 году. Восточная часть северного поселка.
- Инструментальная — названа в 1959 году. Маяк.
- Интернациональная — до 1937 года бывшая улица Карла Маркса (около 1928). Красный городок.
- Ипподромная — до 1960 года бывшая улица Фабричная (около 1937). Название связано с бывшим здесь ипподромом, который функционировал до начала застройки жилого массива к северу от ул Туркестанской. Улица ограничивала ипподром с востока.
- Ирбицкая
- Ириклинская — до 1982 года бывшая улица Садовая (около 1946), улица 1-я Ириклинская (1960). Овчинный городок.
- Иртышская — названа в 1960 году. Заречный поселок.
- Ишимский переулок

## К

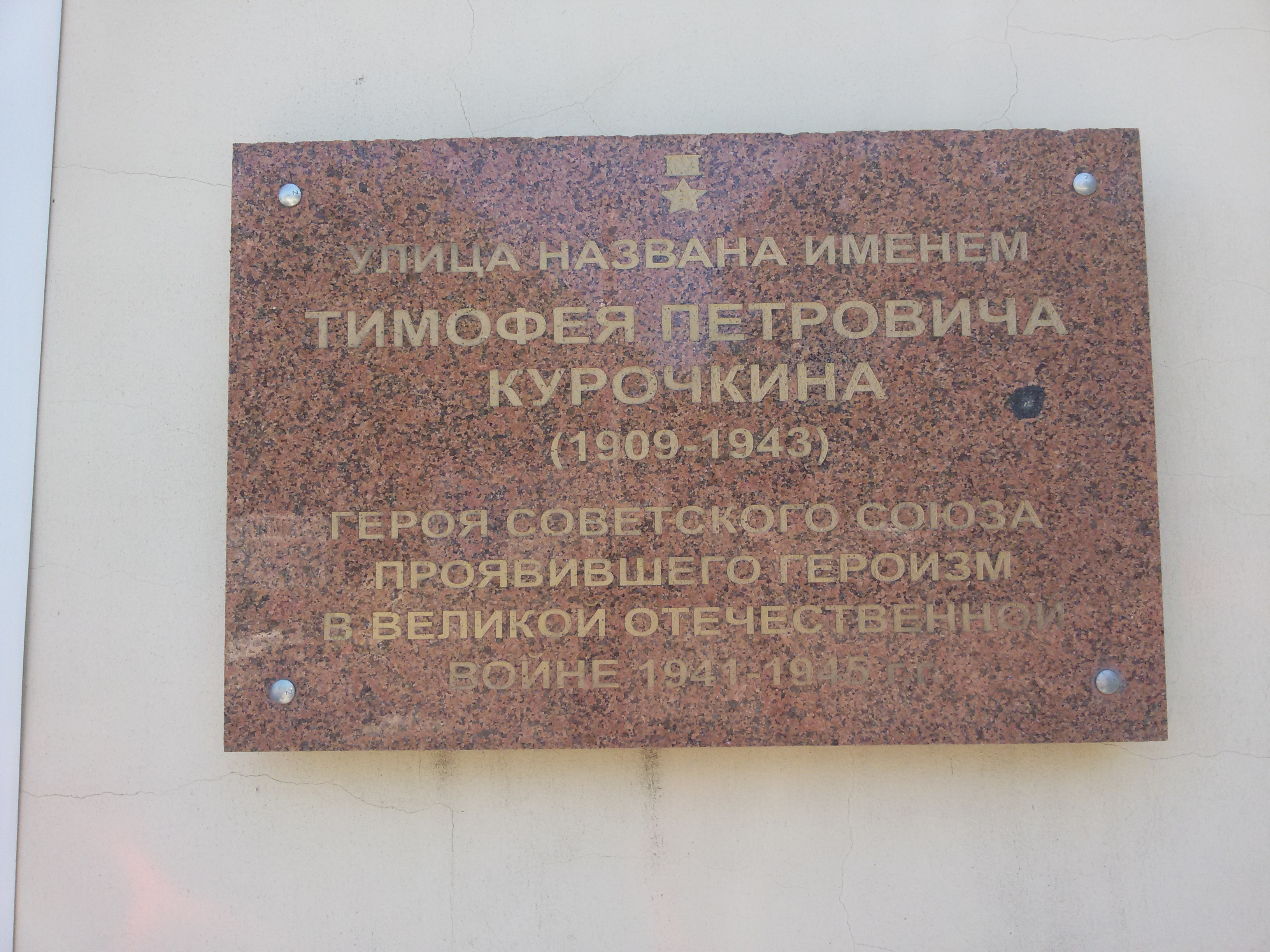
Улица названа именем Тимофея Петровича Курочкина, Героя Советского Союза

- Кавалерийская — до 1926 года бывшая улица Самарская (80-е г. XIX в.). Форштадт. Переименована в честь кавалерийских подразделений, сражавшихся на фронтах гражданской войны.
- Кавказская — названа в 1959 году. Хлебный городок.
- Казаковская — до 1926 года бывший переулок Косой (40-е г. XIX в.). улица Архирейская (1906). Аренда. Казаков (?—1919). Начальник снабжения отдельных частей Красной гвардии. Погиб на Туркестанском фронте.
- Казанская — названа в 1965 году. Совхоз «Дружба».
- Казарменный переулок — образован около 1760 года, бывшая улица Аптекарская (1744). Центральная часть. Назван по Нижним казармам, располагавшимся на участке, ограниченном современными улицами 9-го Января, М. Горького, переулками Каширина и геометрическим продолжением Казарменного.
- Казахская — до 1982 года бывшая улица Нефтяников. Карачи. Названа в честь 250-летия добровольного присоединения Казахстана к России.
- Казачья — названа в 1990 году. Ростоши.
- Калинина — названа в 1926 году. Красный городок. Михаил Иванович Калинин (1875—1945). Один из выдающихся деятелей Коммунистической партии и Советского государства. Герой Социалистического Труда. В 1919 и 1924 годах посещал Оренбург.
- Калининградская — до 1958 года бывшая улица Железнодорожная. 2-й Оренбург.
- Калининградский переулок
- Калиновая — названа в 1990 году. Ростоши.
- Калужская — до 1965 года бывшая улица Чапаева. Берды.
- Канавная. 2-й Оренбург.
- Канарейкина переулок — назван в 1926 году. Новостройка. Семен Афанасьевич Канарейкин (? —1918). Красногвардеец, командир орудия. Погиб во время наступления для освобождения Оренбурга от войск А. И. Дутова.
- Караваева Роща — названа в 1929 году. Красный городок. Улица названа по существовавшему с XIX в. участку «Караваева Роща».
- Караванная. Заречный поселок.
- Караван-Сарайская — середина XIX в. Новая слободка. Наименована по Караван-Сараю; вплотную подходила к его саду, ограничивая последний с севера.
- Карагайская
- Карагандинская — названа в 1958 году. 1-й Восточный поселок
- Карачинская — Пугачи. Названа по поселку Карачи.
- Каргалинская — названа в 1958 году. 2-й Оренбург. Названа по посёлку Каргала, расположенному к северу от Оренбурга.
- Кардонная — до 1982 года бывшая улица 1-я Кардонная (около 1938). Названа по бывшим сенным кардам, в сторону которых она направлена. Однако словообразование неверное, следовало бы именовать — Кардная или Кардовая.
- Кардонный переулок — до 1982 года бывший переулок 1-й Кардонный (1949).
- Каретная — кон. XIX — нач. XX вв. Кузнечный. Получила название по находившимся здесь кузницам и мастерским, где изготавливались и продавались телеги, тарантасы и другие экипажи.
- Карла Маркса — до 1926 года бывшая улица Нижняя 2-я (около сер. XIX в.), улица Подуровская (80-е г. XIX в.). Карл Маркс (1818—1883). Основоположник научного коммунизма, учитель и вождь международного пролетариата.
- Карпова
- Карпочева
- Карьерная — названа около 1950 года. Маяк. Наименование связано с действовавшим на горе Маяк карьером по разработке камня.
- Каспийская — до 1960 года бывшая улица Железнодорожная. Пристанционный поселок.
- Каховская — названа в 1959 году. 2-й Оренбург.
- Каширина переулок — до 1960 года бывшая улица Инженерная (1744), улица Садовая (1760), переулок Мечетный (1805), переулок Нацменовский (1928), переулок Майский (1958). Центральная часть. Николай Дмитриевич Каширин (1880—1938). Ближайший соратник В. К. Блюхера. На II Губернском съезде избран председателем Оренбургского губисполкома. В 1920 году. — командующий ударной группой войск на Южном фронте.
- Каштановая
- Каштановый проезд
- Квартальный переулок — до 1958 года бывший переулок Школьный (около 1946). Новостройка.
- Кедровый переулок — назван в 1993 году. Подгородняя Покровка.
- Киевская — названа около 1959 года. 1-й Восточный поселок.
- Кима — до 1926 года бывший переулок Карский (нач. XX в.). Форштадт. Наименование дано в честь Коммунистического Интернационала Молодежи (КИМ), существовавшего 1919—1943 гг.
- Кирова — до 1935 года бывшая улица Алексеевская (1744), улица Гостиная (1760), улица Гостинодворская (конец XVIII в.), улица Кооперативная (1926). Центральная часть. Сергей Миронович Киров (Костриков) (1886—1934). Выдающийся деятель Коммунистической партии и Советского государства.
- Кирпичная — названа около 1959—1962 года. Красный городок.
- Киселева переулок — до 1992 года бывший переулок 2-й Кардонный (1948). Алексей Семенович Киселев (1879—1937). Советский государственный и партийный деятель. Участвовал в освобождении Оренбуржья от войск белых.
- Кислородная — до 1948 года бывшая улица № 2. Красный городок. Названа по кислородному заводу, к северо-западу от которого она расположена.
- Кичигина — до 1919 года бывшая улица Полицмейстерская (80-е г. XIX в.). Новая слободка. Семен Афанасьевич Кичигин (1886—1918). Рабочий, революционер, активный участник гражданской войны в Оренбуржье. Был губернским комиссаром труда, комиссаром организационной комиссии Военно-революционного комитета.
- Кишиневская — до 1965 года бывшая улица Советская. Поселок Кушкуль.
- Классный переулок — названа в 1926 году, образовался в 1910—1913 гг., но названия не имел. Красный городок.
- Кленовая — до 1982 года бывшая улица 2-я Лагерная (около 1956). Кузнечный. Название связано с расположенными рядом посадками клена.
- Клубная — до 1926 года бывшая улица Милиционерская (около 1924). Красный городок. Наименована в связи с клубом, который находился на месте Дома культуры ТРЗ.
- Кобозева — до 1926 года бывшая улица Воскресенская (1744), улица Троицкая (1760). Центральная часть. Петр Алексеевич Кобозев (1878—1941). Советский государственный и партийный деятель. Активный участник Октябрьского вооруженного восстания в Петрограде. Чрезвычайный комиссар по борьбе с силами атамана А. И. Дутова.
- Ковалевской — до 1965 года бывшая улица Пушкинская. Пугачи. Софья Васильевна Ковалевская (1850—1891). Русский математик, писатель и публицист, первая женщина, избранная членом-корреспондентом Петербургской Академии наук.
- Ковыльная — названа в 1990 году. Ростоши.
- Кожевенный переулок — до 1926 года бывший переулок Головинский (60-е г. XIX в.). Аренда.
- Кокинская — до 1937 года бывший переулок Кокинский (1926). Красный городок. Яков Матвеевич Кокин (1875—1919). Кузнец Главных железнодорожных мастерских, активный участник первой русской революции и гражданской войны.
- Коленчатый переулок — до 1937 года бывший переулок Тупой (около 1910). Красный городок.
- Колесная — до 1926 года бывшая улица Абоимовская (нач. XX в.). Кузнечный.
- Колодезная — названа в 1990 году. Ростоши.
- Колокольчиковая — названа в 1990 году. Ростоши.
- Кольцевая — названа в 1959 году. Маяк. Наименование связано с тем, что улица опоясывает часть вершины горы Маяк.
- Кольцова — названа около 1930 года. Красный городок. Алексей Васильевич Кольцов (1809—1842). Русский народный поэт. Многие стихотворения его стали народными песнями.
- Комарова — поселок им. Куйбышева. Владимир Михайлович Комаров (1927—1967). Летчик-космонавт СССР, дважды Герой Советского Союза. Погиб при завершении полета космического корабля «Союз-1».
- Коминтерна — до 1926 года бывшая улица Новосельская (1906). Новостройка. Переименована в честь III Коммунистического Интернационала.
- Коммунальный переулок — до 1926 года бывший переулок Слапогузовский (сер. XIX в.). Центральная часть.
- Коммунаров проезд — до 1928 года бывший проезд Кадетский (нач. XX в.). Аренда. Новая слободка.
- Коммунистическая — названа в 1919 году, образовалась в 1910—1913 гг., но названия не имела. Красный городок. Названа в честь рабочих-коммунистов Главных железнодорожных мастерских, сыгравших важную роль в революционном движении в Оренбурге.
- Коммуны — до 1926 года бывшая улица Никольская (1906). Новостройка. Переименована в честь сельскохозяйственных коммун, которые создавались в первые годы Советской власти.
- Комсомольская — названа в 1924 году. К северу от улицы Володарского - бывшая улица Каргалинская (середина XIX века), к югу от улицы Володарского - Преображенского (1744), переулок Успенский (1760). Центр, Новая слободка, Новостройка.
- Кондукторская — названа около 1924 года. Аренда.
- Конституции СССР — названа в 1977 году. Переименована в связи с принятием Верховным Советом СССР 7 октября 1977 года новой Конституции.
- Контактная — названа в 1993 году.
- Кооперативная — названа в 1941 году. Красный городок.
- Кооперативный переулок — до 1948 года бывший проезд № 2 (1928). Красный городок.
- Корецкой — до 1926 года бывшая улица Старовская (сер. XIX в.). Новая слободка. Мария Петровна Корецкая (1891—1918). Разведчица одного из красногвардейских отрядов Оренбурга.
- Короткий переулок — до 1948 года бывший проезд № 4. С 1982 г. включает бывший переулок Внутриквартальный.
- Космическая — названа в 1973 году. Степной поселок.
- Косогорный переулок — до 1928 года бывший переулок Косушечный (60-е г. XIX в.), переулок Косогоровский (1926). Аренда.
- Костромской переулок — до 1959 года бывший проезд № 5. 1-й Восточный поселок.
- Костюкова
- Котова — названа в 1982 году. Южная часть бывшей улица Котова (около 1930), бывшая улица 1-я Котова (1937). Сырейная площадь. Константин Назарович Котов (1879—1934). Активный участник гражданской войны и установления Советской власти в Оренбурге. Возглавлял губернскую контрольную комиссию. Был председателем исполкома горсовета.
- Котовского переулок — до 1940 года бывший переулок Чапаева. Григорий Иванович Котовский (1881—1925). Герой гражданской войны. Командовал стрелковой, кавалерийской бригадами, дивизией, 2-м кавалерийским корпусом. Член ЦИК СССР.
- Крайний переулок — до 1928 года бывший переулок Гусарский (1902). Аренда. Назван по расположению переулка на прежней окраине города.
- Красина — названа около 1928 года. Сырейная площадь. Леонид Борисович Красин (1870—1926). Советский государственный и партийный деятель, дипломат.
- Красная — названа в начале XX в. Форштадт.
- Красная Площадь улица — названа около 1946 года. Является частью бывшей площади Войсковой, или Форштадтской (70-е г. XIX в.), площади Красной (1919), площади Студенческой (1936). Форштадт.
- Красноармейская — до 1926 года бывшая улица Наследницкая (80-е г. XIX в.). Форштадт.
- Красногвардейская — названа в 1919 году. Образовалась в 1910—1913 гг., но названия не имела. С 1920 до 1937 г. бывшая улица Красноармейская. Красный городок.
- Красного Казачества — названа в 1926 году.
- Красногорская — часть бывшей улица Володарского (1919), улица 2-я Володарского (1937). Название дано в память о закладке Оренбурга у Красной горы в 1741 году.
- Краснодарская — названа в 1959 году. 2-й Оренбург.
- Краснознаменная — до 1926 года бывшая улица Казанская (1744), улица Петропавловская (1760). Центральная часть. Первоначально называлась Краснознаменская.
- Красной Гвоздики — названа в 1919 году.
- Красной Делегатки — названа в 1929—1930 году. Сырейная площадь. Наименована, возможно, в память о делегировании в Москву на похороны В. И. Ленина (в числе трех делегатов) работницы железнодорожных мастерских, молодой коммунистки Екатерины Носковой.
- Краснопартизанская — названа около 1948 года.
- Красносельский переулок — до 1965 года бывший переулок Маячный. Берды.
- Краснохолмская — названа в 1959 году. 1-й Восточный поселок.
- Красный переулок — до 1926 года бывший переулок Авдеевский (80-е г. XIX в.). Форштадт.
- Кривой переулок — назван около 1946 года. Красный городок.
- Кривцова переулок — назван в 1958 году. Сырейная площадь.
- Кривцова — названа около 1928 года. Сырейная площадь. Илья Александрович Кривцов (1883—1951). Участник революционного движения в Петрограде. В годы гражданской войны командовал отрядами красногвардейцев в Оренбуржье.
- Кривцова 1-й проезд — назван около 1946 года. Сырейная площадь.
- Кривцова 2-й проезд — назван около 1946 года. Сырейная площадь.
- Крупской — названа в 1939 году. Берды. Надежда Константиновна Крупская (1869—1939). Участница революционного движения, советский государственный и партийный деятель, одна из создателей советской системы народного образования, соратник и жена В. И. Ленина.
- Крутая — названа в 1991 году. поселок им. Куйбышева.
- Крутой переулок — до 1937 года бывший переулок Банный (сер. XIX в.). Форштадт.
- Крылова — часть бывшей площади Крылова (около 1930). Красный городок. Иван Андреевич Крылов (1769—1844). Великий русский баснописец. В 1773—1774 гг. жил в Оренбурге.
- Крымский переулок — назван в 1948 году.
- Крымский 1-й проезд — назван в 1948 году.
- Крымский 2-й проезд — назван в 1948 году.
- Кубанская — названа в 1960 году. Заречный поселок.
- Кузнечная — названа в начале XX в. Кузнечный. Название связано с большим количеством кузниц, которые находились на этой улице.
- Куйбышева — названа в 1940 году. Валериан Владимирович Куйбышев (1888—1935). Видный деятель Коммунистической партии и Советского государства. В 1918—1919 гг. был членом Реввоенсовета южной группы войск Восточного фронта, участвовавшей в освобождении Оренбургской губернии от белогвардейцев.
- Культурная — до 1939 года бывшая улица Новая (около 1936). Сырейная площадь.
- Курача — часть бывшей площади Ардатовской (кон. XIX в.), площадь Елькинская (1937). Аренда. Павел Селиверстович Курач (1894—1937). Участник гражданской войны, командир 1-го Оренбургского советского кавалерийского трудового казачьего полка. На территории, занятой белыми, вел агитационную работу среди казачества.
- Курганская — названа в 1956 году. 1-й Восточный поселок.
- Курильская — названа в 1958 году. 2-й Оренбург.
- Курортная — названа в 1993 году.
- Курочкина — до 1965 года бывшая улица Полевая (около 1952). Маяк. Тимофей Петрович Курочкин (1910—1943). Герой Советского Союза, уроженец Оренбургской области. На станции Волокановка закрыл телом вражескую амбразуру.
- Курчатова — до 1965 года бывшая улица Садовая. Пугачи. Игорь Васильевич Курчатов (1903—1960). Советский физик, академик, трижды Герой Социалистического Труда. Разрабатывал проблемы использования внутриатомной энергии.
- Кустарный переулок — назван в 1937 году.
- Кутузова — до 1960 года бывшая улица Максима Горького. Пристанционный поселок. Михаил Илларионович Кутузов (1745—1813). Выдающийся русский полководец, генерал-фельдмаршал.

## Л

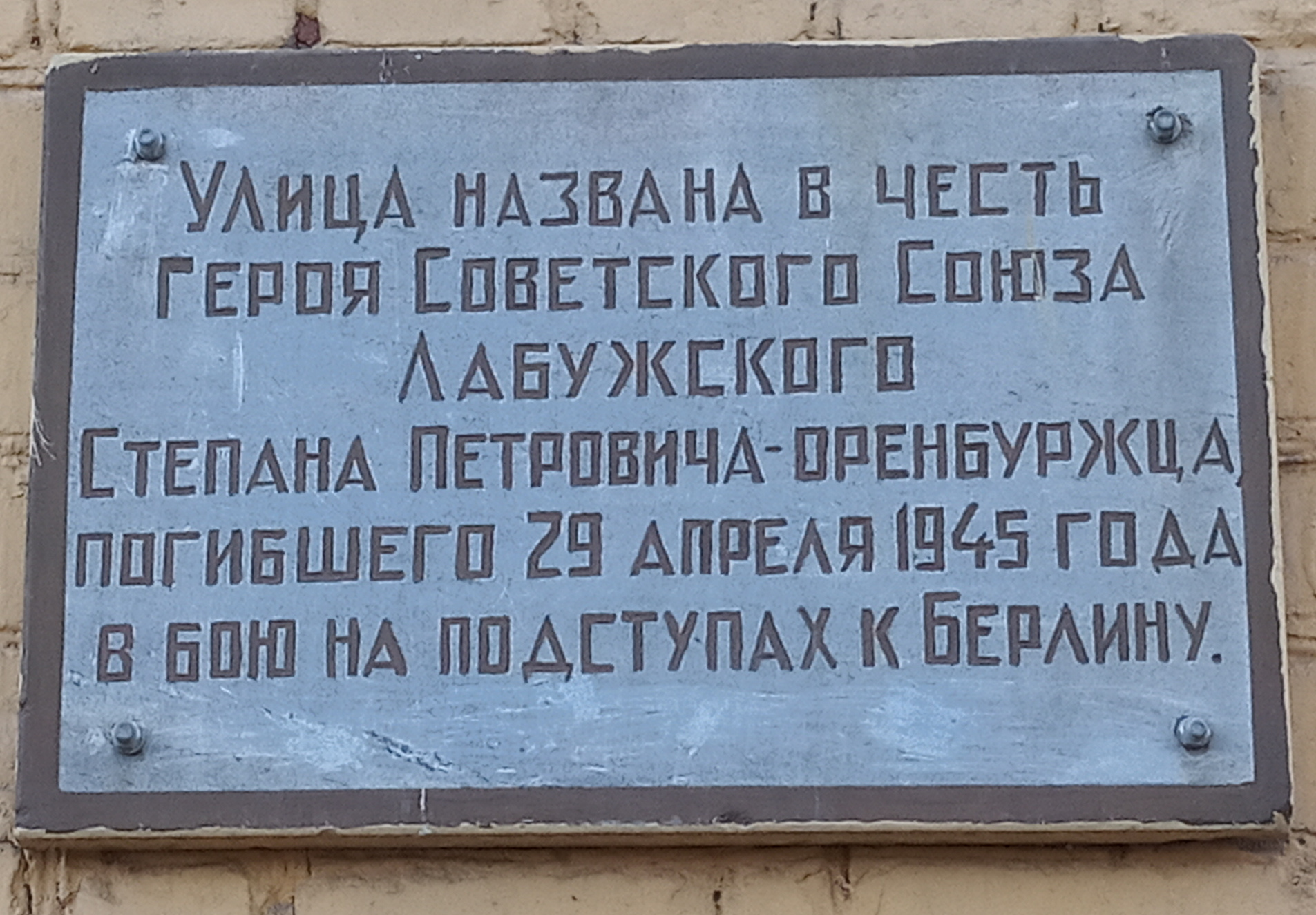
Улица названа в честь Героя Советского Союза Лабужского Степана Петровича

- Лабужского — до 1977 года бывшая улица Завокзальная. 2-й Оренбург. Степан Петрович Лабужский (1923—1945). Герой Советского Союза. Уроженец Оренбурга.
- Лагерная — до 1982 года бывшая улица Лагерная (1910), улица 1-я Лагерная (около 1956). Кузнечный. Название связано с расположением в 1910—1916 гг. поблизости лагеря Оренбургского гарнизона.
- Лазурная — названа в 1990 году. Ростоши.
- Лебединского — названа в 1926 году. Красный городок. Дионисий Емельянович Лебединский (род. в 1889). Участник гражданской войны в Оренбуржье, командир роты 210-го им. В. И. Ленина полка, сотрудник политотдела 72-й бригады 24-й дивизии.
- Левашова — до 1960 года бывшая улица Офицерская (1744), переулок Татарский (нач. XIX в.). Центральная часть. Андрей Ефимович Левашов (1874—1937). Слесарь Главных железнодорожных мастерских, организатор и руководитель подпольного отряда Красной гвардии, участник гражданской войны.
- Ленинградская — до 1948 года бывший проезд № 9.
- Ленинская — до 1926 года бывшая улица Штабская (1744), улица Орская (1760), улица Неплюевская (конец XVIII в.), улица Красноармейская (1919). Центральная часть. Владимир Ильич Ленин (Ульянов) (1870—1924). Организатор Коммунистической партии Советского Союза, основатель первого в мире социалистического государства.
- Ленинской Искры — до 1982 года бывшая улица Ленинская. 2-й Оренбург. Названа в честь «Искры» — первой общерусской политической марксистской нелегальной газеты, созданной В. И. Лениным в 1900 г.
- Ленская — до 1958 года бывшая улица Рабочая. 2-й Оренбург. Наименована в память о рабочих, участвовавших в забастовке 4 апреля 1912 года на Ленских золотых приисках.
- Лермонтова — названа в 1948 году. Михаил Юрьевич Лермонтов (1814—1841). Великий русский поэт.
- Лесная — до 1937 года бывшая улица Бухарина (1926). Красный городок.
- Лесозащитная — названа в 1959 году. 2-й Восточный посёлок.
- Летная
- Леушинская — до 1926 года бывшая улица Шапошниковская (1906). Василий Матвеевич Леушин (1894—1919). Рабочий Главных железнодорожных мастерских, командир роты 1-го Оренбургского рабочего полка. Погиб в бою в районе станицы Каменно-Озерной.
- Лечебный переулок — до 1926 года бывший переулок Кориковский (около 1872). Центральная часть.
- Линейная 1-я улица — до 1946 года бывший переулок Набережный (нач. XX в.). Аренда.
- Линейная 2-я улица — названа около 1946 года. Аренда.
- Липовая — названа в 1989 году. Северный посёлок.
- Литейная — названа около 1928 года. Сырейная площадь.
- Лобовская — до 1926 года бывшая улица Екатеринбургская (1906). Иван Федорович Лобов (1892—1920). Герой гражданской войны. Оренбургский городской комиссар военно-народной охраны, член коллегии ВЧК, один из первых комиссаров милиции.
- Лодыгина — названа в 1954 году. Маяк. Александр Николаевич Лодыгин (1847—1923). Русский электротехник. Изобрел электрическую лампочку накаливания.
- Локомотивная — названа в 1957 году. 2-й Оренбург.
- Ломоносова — до 1938 года бывшая улица Цюрупы (около 1928). Сырейная площадь. Михаил Васильевич Ломоносов (1711—1765). Первый русский ученый-естествоиспытатель, один из основоположников физической химии, поэт, художник, историк, основатель Московского университета.
- Лосиный переулок
- Льва Толстого — названа около 1928 года. Лев Николаевич Толстой (1828—1910). Великий русский писатель. Приезжал в Оренбург в 1876 году первым поездом открывшейся железной дороги на Самару.
- Луганская — до 1960 года бывшая улица Санитарная (около 1956). Овчинный городок.
- Луговая — названа в 1956 году. 1-й Восточный посёлок.
- Луговой проезд № 1 — назван около 1956 года. 1-й Восточный посёлок.
- Луговой проезд № 2 — назван около 1956 года. 1-й Восточный посёлок.
- Лужский переулок — назван около 1991 года. Ростоши.
- Луначарского — до 1960 года бывшая улица Ленинская. Пристанционный посёлок. Анатолий Васильевич Луначарский (1875—1933). Советский государственный деятель, один из создателей социалистической культуры, писатель, критик, искусствовед. Первый нарком просвещения. В 1929 году приезжал в Оренбург.
- Лучистый переулок — назван около 1994 года. Северный посёлок.
- Львовская — названа в 1959 году. Красный городок.
- Люблянская

## М

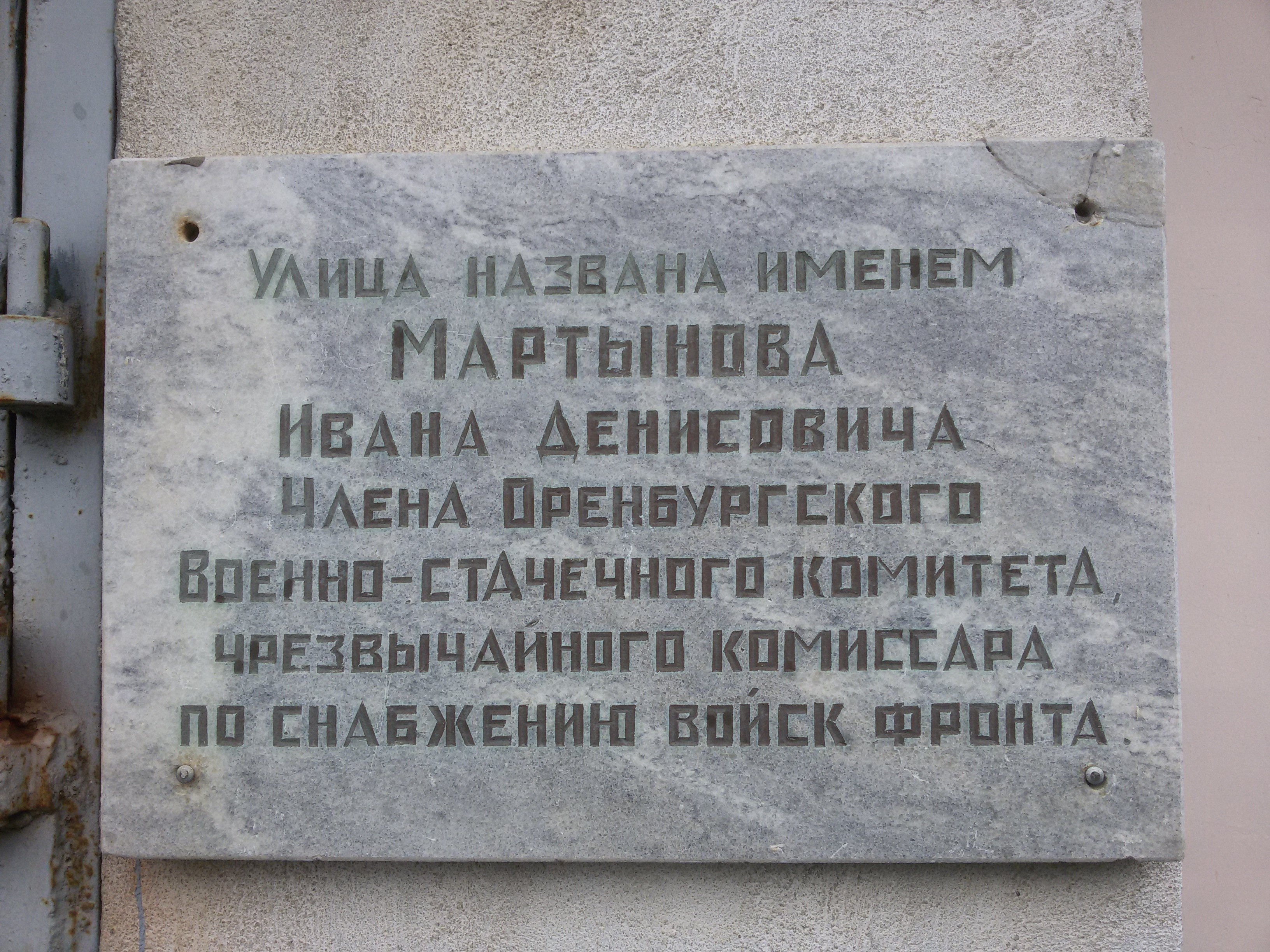
Улица названа именем Мартынова Ивана Денисовича, Члена Оренбургского Военно-стачечного комитета

- Маврицкого — названа в 1926 году. К востоку от улицы Милиционерской — до 1999 года бывший переулок Антошечкин (60-е г. XIX в.), к западу от улицы Милиционерской, бывшая улица Ефимьевской (60-е г. XIX в.). Аренда. Павел Маврицкий (1900—1918). Красногвардеец. Погиб в бою с белыми атамана А. И. Дутова.
- Маврицкого переулок
- Магистральная — названа в 1959 году. Маяк.
- Магнитогорская — названа в 1936 году. Бывшая улица Володарского (1926). Красный городок.
- Майкова — названа около 1930 года. Красный городок. Аполлон Николлаевич Майков (1821—1897). Русский поэт. Многие стихи его положены на музыку.
- Майский проезд — назван около 1965 года. 1-й Восточный посёлок.
- Макарова переулок — назван около 1956 года. Маяк. Степан Осипович Макаров (1848—1904). Русский флотоводец, океанограф, полярный исследователь, кораблестроитель, вице-адмирал.
- Макаровой-Мутновой — до 1960 года бывшая улица Дегтярная (1906), улица Лассаля (1926). Мария Михайловна Макарова-Мутнова (1894—1960). Активный революционный деятель Оренбуржья. После установления Советской власти была губернским комиссаром призрения (социального обеспечения), возглавляла губернский отдел народного образования.
- Малиновый переулок — назван около 1990 года. Ростоши.
- Мало-Восточная — названа в 1959 году. 1-й Восточный посёлок.
- Маловская — названа в 1926 году. Образовалась в 1910—1913 гг., но названия не имела. Красный городок. Иван Осипович Малов (? —1918). Рабочий Главных железнодорожных мастерских, воевал в составе 1-го Оренбургского рабочего полка. Погиб в бою под Орском.
- Мало-Ленинская — до 1928 года бывшая улица Могутовская (конец XIX в.). Форштадт.
- Мало-Луговая — названа в 1959 году. 1-й Восточный посёлок.
- Мало-Мельничная — названа около 1946 года.
- Мало-Озерная
- Мало-Сенная — названа в 1959 году. 1-й Восточный посёлок.
- Мало-Торговый переулок — до 1928 года бывшая улица Самарская (1944), переулок Провиантский (около 1760), переулок Торговый (1863—1864). Центральная часть. Название связано с расположением переулка рядом с бывшей Чернореченской площадью, где торговали скобяными товарами.
- Мало-Уральская — названа около 1952 года.
- Малый переулок — до 1930 года бывший переулок Архирейский (нач. XX в.). Аренда.
- Малый проезд — назван около 1993 года.
- Малышевская — до 1926 года бывшая улица Шошинская (сер. XIX в.). Новая слободка. Иван Михайлович Малышев (? —1918). Рабочий Главных железнодорожных мастерских, красногвардеец. Расстрелян в тюрьме, когда власть была в руках А. И. Дутова.
- Манежная — названа в 1959 году. Маяк. Названа, так как улица проходила у бывшего манежа.
- Мансардный переулок — назван в 1992 году. Ростоши.
- переулок Мансардный 1-й проезд
- переулок Мансардный 2-й проезд
- переулок Мансардный 3-й проезд
- Мартынова — до 1967 года бывшая улица 3-я Столярная (около 1952). Сырейная площадь. Иван Денисович Мартынов (1883—1953). Активный участник установления Советской власти в Оренбуржье. Был членом Военно-революционного комитета, губернским комиссаром по продовольствию, заместителем председателя губисполкома.
- Маршака — до 1965 года бывшая улица Школьная. Пугачи. Самуил Яковлевич Маршак (1887—1964). Советский детский поэт, переводчик, прозаик, сатирик, критик и драматург.
- Маршала Жукова — бывшая улица Выставочная (1956), улица Красная (1928). Центральная часть.
- Мастерской переулок — до 20-х г. XIX в. бывшая улица Солдатская. Назван по мастерским военного ведомства, которые находились между современными улицами 8-го Марта и Студенческой.
- Матросский переулок — до 1919 года бывшая улица Офицерская (1744), переулок Дворянский или Большой Дворянский (около 1760). Центральная часть. Переименован в память о матросах — жертвах набега белоказаков на Оренбург 4 апреля 1918 года.
- Маяковского — до 1940 года бывший переулок Конюшенный (1864). Новая слободка. Владимир Владимирович Маяковский (1893—1930). Великий русский советский поэт.
- Маячная — названа в 1948 году. Восточная часть — бывший переулок Маячный (1937), западная — бывшая улица № 6 (1938). Название связано с расположением улицы на горе Маяк.
- Маячный 1-й спуск — назван около 1959 года. Маяк.
- Маячный 2-й спуск — назван около 1959 года. Маяк.
- Максима Горького — до 1936 года бывшая улица Проезжая (1744), улица Яицкая (1760), улица Уральская (1775), улица Водяная (30-е г. XIX в.). Центральная часть. Максим Горький (Алексей Макисмович Пешков) (1868—1936). Русский, советский писатель, основоположник литературы социалистического реализма, родоночальник советской литературы.
- Мебельная — названа в 1937 году. Сырейная площадь. Названа по мебельной фабрике.
- Медногорская — названа в 1956 году. 1-й Восточный посёлок.
- Медовая — названа в 1991 году. Пристанционный посёлок.
- Мельничный переулок — назван около 1959 года. Название связано с находящимися поблизости мельничными предприятиями.
- Меновинская — Пугачи. Названа по бывшему Меновому двору, построенному в 50-е годы XVIII века.
- Металлистов — названа в 1959 году. Аренда. На этой улице отводились места для жилищного строительства рабочим завода Металлист.
- Механизаторов — названа в 1964 году. Заречный посёлок.
- Мехколонны
- Микрорайонная — названа в 1985 году. Ростоши.
- Миланская
- Милиционерская — до 1928 года бывшая улица Карандаковская (60-е г. XIX в.). Аренда
- Минская — названа в 1959 году. Хлебный городок.
- Мира — названа в 1959 году. 1-й, 2-й Восточный посёлок.
- Мирная — названа в 1990 году. Ростоши.
- Мирнинская — названа в 1991 году. Кушкуль.
- Мискинова — до 1926 года бывшая улица Нагорная (1906). Василий Исаевич Мискинов (1882—1920). Один из руководителей Оренбургской большевистской организации. Был членом Военно-революционного комитета, делегатом 2-го, 4-го и 5-го Всероссийских съездов Советов, комиссаром печати, избирался членом Оренбургского губисполкома.
- Михаила Фадеева — до 1926 года бывшая улица Кладбищенская (1864). Центральная часть. Михаил Андреевич Фадеев (1877—1919). Рабочий, революционер, начальник отделения милиции Оренбурга, активный борец за Советскую власть. Погиб в дни обороны Оренбурга от белогвардейцев.
- Мичманский переулок — назван около 1991 года. Ростоши.
- Мичурина — до 1938 года бывшая улица Мещанская (1906), улица Кислицына (1928). Иван Владимирович Мичурин (1855—1935). Советский биолог, почетный член АН СССР. Разработал научную селекцию плодовых, ягодных и других культур.
- Молодежный переулок — до 1928 года бывший переулок Садовый (1940). Сырейная площадь.
- Монтажников — названа в 1967 году.
- МОПРа — названа около 1928 года. Сырейная площадь. МОПР — Международная организация помощи борцам революции. Существовала в 1922—1947 годах. Оказывала помощь жертвам белого террора и борцам против фашизма.
- Морозовский переулок — до 1941 года бывшая часть 2-го проезда (около 1938), бывший переулок Морозовский-Межквартальный. Сырейная площадь.
- Московская — названа в 1948 году.
- Моторная — названа в 1940 году.
- Муниципальная
- Мусы Джалиля — названа в 1965 году. Муса Мустафович Джалиль (Залилов) (1906—1944). Татарский советский поэт, Герой Советского Союза, лауреат Ленинской премии (посмертно). Родился в деревне Мустафино, ныне Оренбургской области. В 1926—1927 годах работал инструктором Оренбургского губкома комсомола. Казнен фашистами в военной тюрьме в Берлине. Улица переименована в ознаменование 60-летия со дня рождения.
- Мясокомбината проезд — назван около 1960 года. Сырейная площадь.

## Н

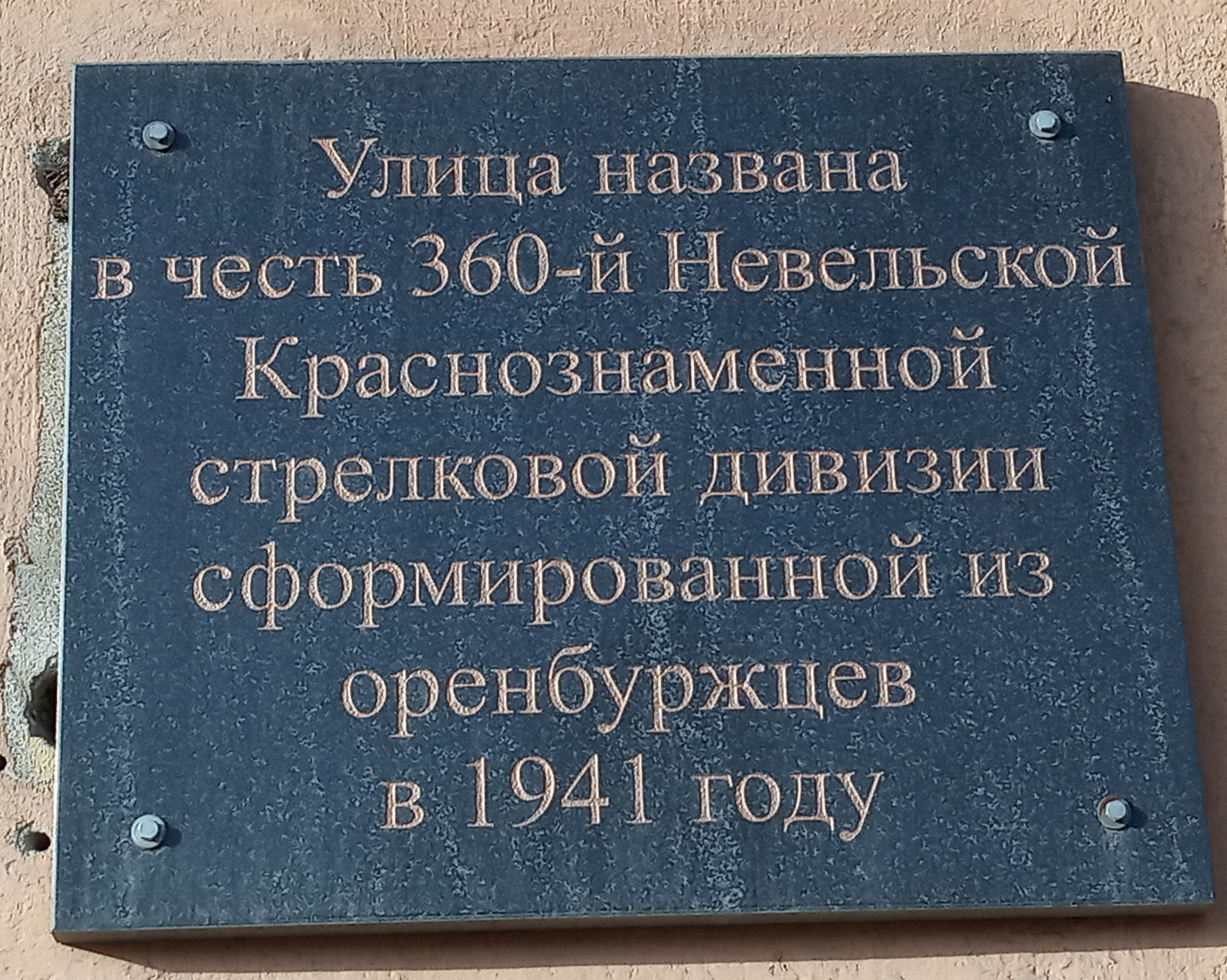
Улица названа в честь 360-й Невельской Краснознаменной стрелковой дивизии, сформированной из оренбуржцев в 1941 году.

- Набережная — до 1928 года к востоку от улицы 9-го Января бывшая улица Набережная (XIX в.). Центральная часть.
- Набережная Сакмары — названа в 1937 году. Красный городок.
- Нагорная — до 1948 года бывшая улица Грейдер-Маячная (около 1936). Красный городок.
- Надежды — названа около 1992 года. Ростоши.
- Надежды переулок — назван около 1991 года. Ростоши.
- Народная — названа в 1960 году. Хлебный городок.
- Насыпная — названа в 1959 году. Аренда. Название связано с тем, что улица образовалась после засыпки части Банного озера.
- Нахимова — Пристанционный посёлок. Павел Степанович Нахимов (1802—1855). Русский флотоводец, адмирал, один из героев Севастопольской обороны 1854—1855 гг.
- Невельская — до 1976 года бывшая площадь Мариинская (1879), площадь Новоторговая (1926), улица Торговая (1940). Новая слободка. Названа в честь 360-й стрелковой дивизии, сформировавшейся в годы Великой Отечественной войны в Оренбурге и освободившей Невель.
- Невская — названа около 1920 года. Ситцовка. Часть Ситцовки в первые годы после Октябрьской революции называлась «Новый Петроград», а затем «Новый Ленинград»; по ассоциации с Невским проспектом улица и получила свое название.
- Нежинская — до 1948 года бывший проезд № 2. Форштадт. Названа по селу Нежинка Оренбургского района, расположена в восточной части города.
- Нежинское шоссе — названа в 1990 году. Ростоши.
- Некрасовский переулок — до 1928 года бывший переулок Анохинский (80-е г. XIX в.). Аренда. Николай Алексеевич Некрасов (1821—1877). Великий русский поэт, революционный демократ, редактор-издатель прогрессивного журнала «Современник».
- Немовская — до 1926 года бывшая улица Крыжановская (1879). Никита Немов (?—1918). Рабочий Главных железнодорожных мастерских, красногвардеец. Погиб в бою с белоказаками.
- Неплюевский переулок — до 1990 года бывшая улица Конторская (1751), переулок Отделенский (около 1760), переулок Школьный (1926). Центральная часть. Иван Иванович Неплюев (1693—1773). Государственный деятель, контр-адмирал, сенатор. Основатель Оренбурга.
- Нефтяников — названа в 1960 году. 2-й Оренбург. Наименована в связи с расположением в поселке Нефтяников.
- Нижний проезд
- Нижняя
- Никитина — названа около 1930 года. Красный городок. Иван Саввич Никитин (1824—1861). Русский поэт, мастер поэтического пейзажа.
- Новая — названа в 1968 году. Хлебный городок.
- Новгородская — названа в 1906 году.
- Новокузнечная — названа в конце XIX в. Кузнечный за Уралом. Название связано с переводом кузниц на зауральную сторону после городского пожара 1879 года.
- Новоселов — названа в 1959 году. Южный посёлок.
- Новый переулок — до 1938 года бывшая улица Новая (1864). Аренда.
- Ногина — названа в 1930 году. Сырейная площадь. Виктор Павлович Ногин (Макар) (1878—1924). Советский государственный и партийный деятель. Агент ленинской «Искры» в России. Избирался в состав ЦК.
- Ноябрьская — названа в 1958 году. 2-й Оренбург.

## О
- Обводная — названа в 1993 году.
- Обороны — до 1937 года бывшая улица Чернецовская (1906), улица Рыкова (1926).
- Образцовая
- Обрывная — названа около 1959 года. Маяк.
- Обрывной переулок
- Обрывный переулок — до 1948 года часть бывшей площади Пугачевской. Форштадт.
- Обходной переулок — назван около 1959 года. Красный городок.
- Овощеводческая
- Овражная — названа около 1957 года. 2-й Оренбург.
- Овсянникова
- Огородная — названа в 1959 году. Южный посёлок.
- Одесская — до 1948 года бывший проезд № 17 (Садовый).
- Одесский 1-й проезд — назван около 1948 года.
- Оздоровительный переулок — назван около 1992 года. Ростоши.
- Озеленителей — названа в 1991 году. Пристанционный посёлок.
- Озерная 1-я улица — названа в нач. XX в. Кузнечный за Уралом.
- Озерная — 18-й Разъезд.
- Озерный переулок — до 1926 года бывший переулок Зуевский (60-е г. XIX в.). Аренда.
- Октябрьская — до 1926 года бывшая улица Лесная (1879).
- Олега Кошевого — названа в 1956 году. Маяк. Олег Васильевич Кошевой (1926—1943). Герой Советского Союза, один из, руководителей подпольной комсомольской организации города Краснодона «Молодая гвардия» в годы фашистской оккупации. Казнен гитлеровцами.
- Ольховая — названа в 1990 году. Ростоши.
- Омская — до 1958 года бывшая улица Богдана Хмельницкого (1956) 1-й Восточный посёлок.
- Онежская — названа в 1959 году. 2-й Оренбург.
- Онежский переулок — назван около 1959 года. 2-й Оренбург.
- Орджоникидзе — названа в 1999 году. К югу от улица Володарского — до 1999 года бывшая улица Успенская (1744), улица Уфимская (1760), переулок Артиллерийский (1836); к северу от улица Володарского — до 1999 года бывшая улица Сакмарская (1864). Вся улица — до 1999 года бывшая Всесоюзная (1926). Центральная часть. Новая слободка. Григорий Константинович Орджоникидзе (Серго) (1886—1937). Деятель Коммунистической партии и Советского государства, один из организаторов социалистической индустрии.
- Оренбургская — до 1936 года бывшая улица Алексеевская (1879), улица Томского (1926).
- Орлова — до 1999 года бывшая улица Пиликинская (80-е г. XIX в.), улица Орловская (1926). Новая слободка. Павел Александрович Орлов (1923—1945). Герой Советского Союза, пулеметчик. Уроженец Оренбурга. Улица переименована в ознаменование 20-летия победы над фашистской Германией.
- Орская — названа в 1999 году. К западу от улицы Коминтерна — часть бывшей площади Мариинской (1879), часть площади Новоторговой (1926), часть площади Торговой (около 1930), улица Торговая (1940); к востоку от проспекта Победы — до 1999 года бывшая улица Тимошенко (1940).
- Осенний переулок
- Осенняя
- Осиновая
- Осиновый переулок
- Осипенко — названа в 1999 году. Полина Денисовна Осипенко (1907—1939). Советская летчица, Герой Советского Союза, участница беспосадочного перелета Москва — Дальний Восток.
- Островная — названа в 1999 году. Заречный посёлок.
- Островского — до 1999 года бывший переулок Бердский (60-е г. XIX в.), переулок Бердский и Глухой (80-е г. XIX в.), улица Глухо-Каргалинская (1910), улица Рыкова (1926). Новая слободка. Николай Алексеевич Островский (1904—1936). Русский советский писатель.
- Открытая — до 1999 года бывшая улица 3-я Лагерная (около 1956). Кузнечный за Уралом. Название связано с тем, что улица имеет один порядок домов и полностью открыта с другой стороны.
- Отрадная
- Охотничья — до 1999 года бывшая улица Алебасторная (нач. XX в.). Кузнечный.
- Охотская — 2-й Оренбург.

## П
- Павлика Морозова — названа в 1964 году. Заречный посёлок. Павлик (Павел Трофимович) Морозов (1918—1932). Пионер из села Герасимовка Свердловской области, участник борьбы с кулачеством в период коллективизации.
- Павловская — до 1927 года бывшая улица Власовская (60-е г. XIX в.). Аренда. Сергей Дмитриевич Павлов (1897—1946). Мичман Балтийского флота, участник штурма Зимнего дворца. Командовал красногвардейским отрядом, участвовавшим в освобождении Оренбурга от войск Дутова.
- Парижской Коммуны — до 1928 года бывшая улица Безымянная (сер. XIX в.). Новая слободка. Переименована в честь Парижской Коммуны 1871 года, революционного правительства, созданного пролетарской революцией в Париже.
- Парковая
- Парковская — до 1926 года бывший переулок Ахалтекинский (нач. XX в.). Форштадт.
- Парковый проспект — до 1937 года часть бывшей площади Госпитальной (60-е г. XIX в.), площадь Коммунаров (1928), проспект Сталина (1952—1961). Новая слободка. Название отражает соседство с тремя парками.
- Парный 1-й переулок — назван в 1993 году. Подгородняя Покровка. Название отражает планировочную структуру.
- Парный 2-й переулок — назван в 1993 году. Подгородняя Покровка.
- Паровозная — до 1948 года бывшая улица № 7 (1940). Красный городок. Название отражает расположение улицы вблизи бывшего паровозо-вагоноремонтного завода (ныне ТРЗ).
- Паромный 1-й переулок — назван около 1920 года. Центральная часть. Название связано с паромной переправой, которая прекратила сезонную работу после постройки постоянного моста через Урал. Как проезды без названия Паромные переулки существовали с конца XIX века.
- Паромный 3-й переулок — назван около 1920 года. Центральная часть.
- Паромный 4-й переулок — назван около 1920 года. Центральная часть.
- Пашкова — названа в 1928 году. Красный городок. Матвей Ефимович Пашков (?—1918). Рабочий Главных железнодорожных мастерских, участник революционной борьбы и гражданской войны в Оренбуржье. Погиб в бою с белыми у станции Сагарчин.
- Переселенцев — названа около 1957 года. 1-й Восточный посёлок.
- Пермская — названа в 1960 году. Заречный посёлок.
- Пестеля — названа около 1930 года. Сырейная площадь. Павел Иванович Пестель (1793—1826). Декабрист, основатель и руководитель Южного общества. Казнен в Петропавловской крепости.
- Пестрый переулок
- Песчаная — названа в 1956 году. Маяк.
- Печерский переулок — до 1959 года бывший проезд № 3. 1-й Восточный посёлок.
- Пикетная — начало XX в. Форштадт. Названа по действовавшим ранее казачьим пикетам.
- Пионерская — до 1928 года бывшая улица Кривцовская (60-е г. XIX в.). Аренда.
- Планерная — до 1958 года бывший переулок Клубный (около 1948).
- Плеханова — названа в 1926 году. Георгий Валентинович Плеханов (1856—1918). Русский теоретик и пропагандист марксизма, видный деятель российского и международного рабочего движения.
- Плещеева — названа около 1959 года. Южный посёлок. Алексей Николаевич Плещеев (1825—1893). Русский поэт. За участие в кружке М. В. Петрашевского был сослан в Оренбургский край, где жил с 1849 по 1858 год.
- Победы проспект — до 1976 года бывший проезд Челябинский (около 1920), улица Челябинская (1948). Название связано с праздником Победы советского народа в Великой Отечественной войне 1941—1945 гг.
- Пограничная
- Подгорный переулок — до 1928 года бывший переулок Галкинский (60-е г. XIX в.). Аренда. Назван по своему расположению у склона.
- Подковный переулок
- Подурова — до 1982 года бывшая улица Пушкина. 2-й Оренбург. Тимофей Иванович Подуров (1723—1775). Соратник Е. И. Пугачева, командир повстанческого полка оренбургских казаков. До Крестьянской войны 1773—1775 гг. жил в Оренбурге. Казнен на Болотной площади в Москве.
- Пойменная — названа в 1959 году. Южный посёлок.
- Полевая
- Полевой переулок — назван в 1960 году. Пугачи. Проходит по южной стороне поселка, рядом с полями.
- Полигонная — названа в 1948 году. Названа по находившемуся с этой стороны города полигону.
- Полнолуния
- Полтавская — до 1958 года часть бывшей площади 1-го Мая (около 1928). Хлебный городок.
- Поляничко
- Попкова
- Попова переулок — назван около 1955 года. Маяк. Александр Степанович Попов (1859—1906). Русский физик и электротехник, изобретатель радио.
- Попова — до 1963 года бывшая улица Фельдшерская (сер. XIX в.). Новая слободка. Лукиан Васильевич Попов (1873—1914). Художник-передвижник, уроженец Оренбургской губернии. Его картины выставлены во многих музеях, в том числе в Русском музее в Петербурге. В Оренбурге его картины можно встретить в Оренбургском областном музее изобразительных искусств. Долгое время жил на этой улице.
- Пороховая — до 1982 года бывшая улица 3-я Володарского (около 1951). Название отражает историю местности: рядом были пороховые склады.
- Постникова — названа в 1926 году. К востоку от улица Цвиллинга — бывшая улица Суринская (около 1865); к западу от улица Цвиллинга — бывшая площадь Хлебная (сер. XIX в.), площадь Хлебно-Соляная и Соляная (конец XIX в.), площадь Соборная (нач. XX в.), площадь Елькинская (1928), улица Елькинская, улица Постникова (1937). Участок между улицами Чичерина и Гая — бывший Хлебно-Соляной переулок (конец XIX в.). Центральная часть. Новая слободка. Аренда. Николай Ермолаевич Постников (1881—1922). Активный участник гражданской войны, уроженец Оренбургской губернии. Особенно проявил себя при обороне Оренбурга.
- Потехина — до 1919 года бывшая улица Сторожевая, Степная (нач. XX в.), Форштадт. Григорий Андреевич Потехин (?—1918). Активный участник установления Советской власти в Оренбурге. Погиб во время нападения белоказаков на город. Делу революции отдали свои жизни и трое сыновей Г. А. Потехина: Михаил, Андрей и Алексей.
- Почтовый переулок — до 1879 года восточная часть бывшей улицы Унтерофицерской (1744), переулок Большой Почтовый (около 1760). Центральная часть.
- Правды — до 1962 года бывшая улица Петровская (1744), улица Пензенская (1760), улица Эссенская (30-е г. XIX в.), улица Стеньки Разина (1919), улица Горсоветская (1926). Центральная часть. Названа в связи с 50-летием газеты «Правда».
- Пражская
- Привокзальная площадь
- Приволжская — названа в 1956 году. 1-й Восточный посёлок.
- Привольная — Посёлок Кушкуль.
- Привольный переулок
- Пригородная
- Природная — названа в 1990 году. Посёлок им. Куйбышева.
- Приуральская — названа около 1961 года. Овчинный городок. Названо так потому, что улица является крайней в сторону Урала в Овчинном городке.
- Прогонная — названа в 1967 году. Пугачи.
- Проезжая — названа в 1958 году. 2-й Оренбург.
- Пролетарская — названа в 1926 году. К югу от улица Володарского — бывшая улица Комисская (1744), улица Почтовая (70-е г. XVIII в.), улица Перовская (80-е г. XIX в.); от улицы Постникова до Невельской — бывшая улица Воскресенская (40-е г. XIX в.); от улицы Орской до Шевченко — бывшая улица Бердинская (1879). Центральная часть. Новая слободка. Хлебный городок.
- Промысловый проезд — назван в 1976 году. 2-й Восточный посёлок.
- Промышленная — названа в 1974 году.
- Просвещения — названа в 1989 году. Совхоз «Дружба».
- Просторная — названа в 1979 году. Северный посёлок.
- Проточная — до 1982 года бывшая улица Житомирская 2-я (около 1961). Овчинный городок. Название отражает расположение улицы по направлению к старому протоку Урала.
- Профсоюзная — до 1926 года бывшая улица Зубаревская (около 1864). Центральная часть.
- Прохладная — названа в 1989 году. Совхоз «Дружба».
- Пугачевская 1-я улица (1926) — до 1926 года бывшая улица Уфимская (около 80-е г. XIX в.). Форштадт. Емельян Иванович Пугачев (1742—1775). Предводитель Крестьянской войны 1773—1775 гг. в России, охватившей значительную часть Российской империи, в том числе и Оренбурский край. Казнен в Москве.
- Пугачевская 2-я улица, (около 1960) — названа около 1960 года. Форштадт.
- Прохоренко
- Пустой переулок — середина XIX в. Аренда.
- Путейный переулок — назван около 1946 года. Сырейная площадь
- Путейская
- Путепроводная — до 1982 года бывшая улица Меновинская и улица Нижегородская. Ситцовка. Названо так потому, что улица проходит около путепровода.
- Пушкинская — до 1937 года бывшая улица Пензенская (1744), улица Самарская (60-е г. XVIII в.), улица Орская (нач. XIX в.). Центральная часть. Александр Сергеевич Пушкин (1799—1837). Великий русский поэт, основатель новой русской литературы. Осенью 1833 года был в Оренбурге.
- Пятницкого переулок — до 1965 года бывший переулок Тупой. Берды. Иосиф Аронович Пятницкий (Таршис) (1882—1938). Советский государственный и партийный деятель. Участвовал в созыве II и III съездов РСДРП, в работе Пражской конференции РСДРП.

## Р

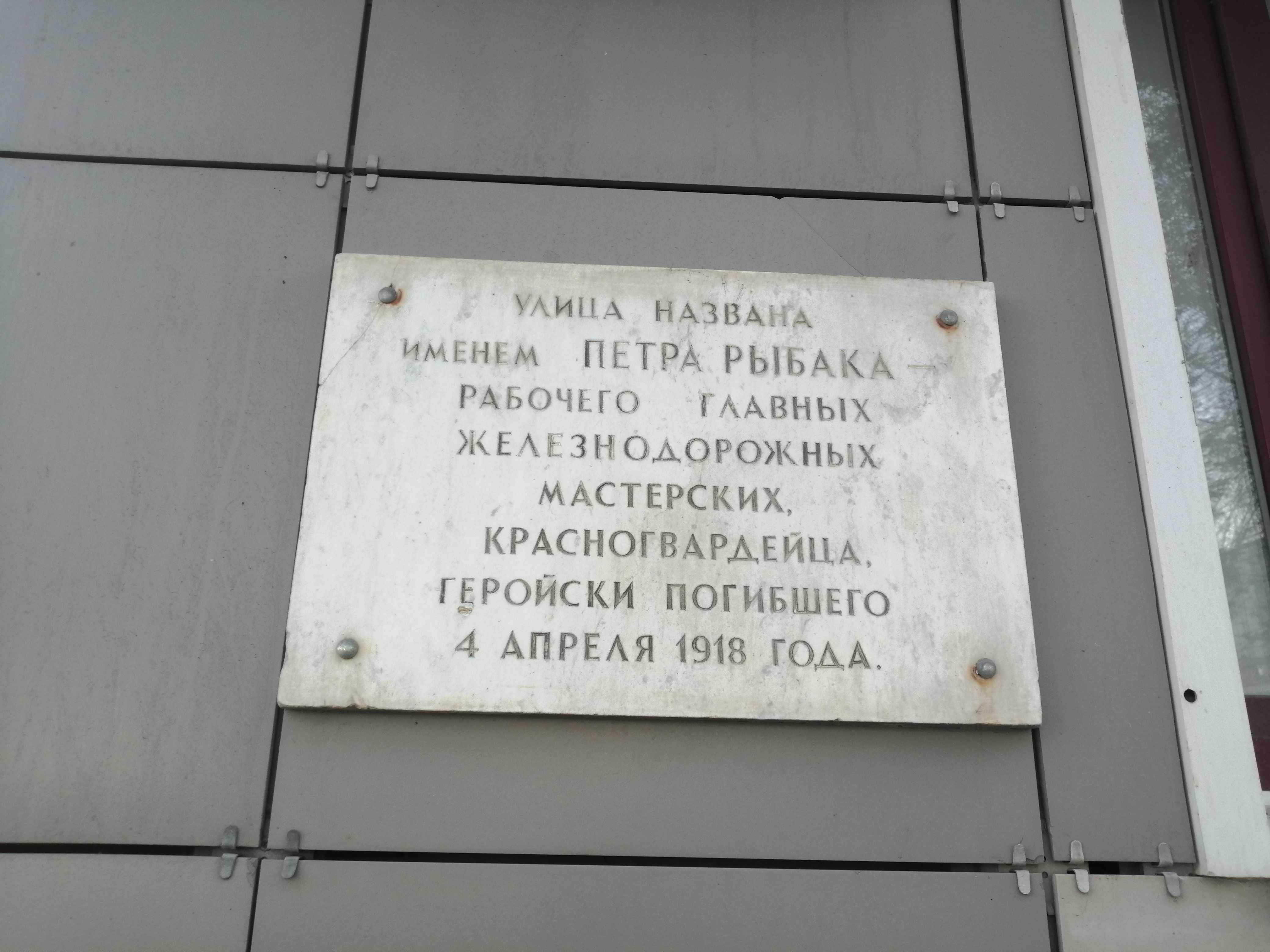
Улица названа именем Петра Рыбака - рабочего Главных железнодорожных мастерских, красногвардейца, геройски погибшего 4 апреля 1918 года.

- Рабочая — названа около 1924 года. Красный городок.
- Радужная — названа в 1989 году. Совхоз «Дружба».
- Раздольная — названа в 1990 году. Ростоши.
- Расковой — названа в 1948 году. 1-й Восточный посёлок. Марина Михайловна Раскова (1912—1943). Герой Советского Союза, летчица-штурман. Участница дальних беспосадочных перелетов. В годы Великой Отечественной войны — командир женского бомбардировочного авиаполка.
- Расковой 1-й проезд — назван в 1948 году.
- Расковой 2-й проезд — назван в 1948 году.
- Расковой 3-й проезд — назван в 1948 году.
- Рассветный переулок
- Регенераторная — названа около 1952 года. Маяк. Названа по регенераторному заводу, ныне РТИ.
- набережная реки Урал
- Релейная — названа в 1993 году.
- Ремесленная — названа в 1948 году. Сырейная площадь.
- Рентгена — названа около 1930 года. Вильгельм Конрад Рентген (1845—1923). Немецкий физик, лауреат Нобелевской премии. Открыл рентгеновское излучение.
- Репина — до 1959 года бывшая улица Октябрьская. Пристанционный посёлок. Илья Ефимович Репин (1844—1930). Великий русский художник.
- Рижская — названа в 1959 году. Южный посёлок.
- Римская
- Ровенская
- Ровинская — названа в 1960 году. Заречный поселок.
- Родимцева — названа в 1981 году. Степной посёлок. Александр Ильич Родимцев (1905—1977). Советский военный деятель, генерал-полковник, дважды Герой Советского Союза. Уроженец Оренбургской области.
- Родниковый переулок — назван в 1990 году. Ростоши.
- Розенберга — названа в 1926 году. Красный городок. Яков Розенберг (? — 1918). Командир Жлобинского отряда, принимавшего активное участие в разгроме белоказаков в Оренбургской губернии.
- Розовая — названа в 1990 году. Ростоши.
- Розы Люксембург — названа в 1926 году. Красный городок. Роза Люксембург (1871—1919). Одна из основателей Компартии Германии. Убита контрреволюционерами.
- Рокоссовского
- Ромашковая
- Ромашковый 1-й проезд
- Ромашковый 2-й проезд
- Российская — названа в 1999 1990. Ростоши.
- Ростовская — названа в 1959 году. 2-й Оренбург.
- Ростошинская
- Ростроповича
- Рощина
- Рощинская — Карачи.
- Рубежинская — до 1965 года бывшая улица Комсомольская. Посёлок Кушкуль.
- Рубинная — названа в 1965 году. Пугачи.
- Рудный переулок — до 1965 года бывший переулок Крайний. Берды.
- Русский переулок — назван в 1948 году.
- Рыбаковская — до 1926 года бывшая улица Хрипуновская (сер. XIX в.). Новая слободка. Петр Рыбак (? — 1918). Рабочий Главных железнодорожных мастерских, красногвардеец. Погиб во время набега белоказаков на Оренбург 4 апреля 1918 года.
- Рыбный переулок — до 1863—1864 года бывшая улица Никольская (1744), переулок Львов (нач XIX в.). Центральная часть. Назван по рыбному ряду, который был в конце его и примыкал к рынку.
- Рылеева — названа около 1928 года. Сырейная площадь. Кондратий Федорович Рылеев (1795—1826). Русский поэт-декабрист. Казнен в Петропавловской крепости.
- Рябиновая — названа в 1990 году. Ростоши.
- Рябиновый переулок

## С
- Садовая — названа в 1924 году. Красный городок. Названа по проектировавшемуся рядом саду.
- Садовников — названа в 1960 году. Аренда.
- Садовое Кольцо — названа в 1990 году. Ростоши.
- Садовый переулок
- Сакмарская — названа около 1952 года. Маяк.
- Сакмарский переулок — конец XVIII в. Бывшая улица Самарская (1744). Центральная часть.
- Салавата Юлаева — до 1965 года бывшая улица Кирова. Берды. Салават Юлаев (1752—1800). Руководитель народного восстания в Башкирии во время Крестьянской войны 1773—1775 гг., сподвижник Е. И. Пугачева.
- Салмышская — до 1976 года бывшая улица Победы (1973). Степной посёлок. Названа в память о Салмышском бое, имевшем важное стратегическое значение в разгроме белогвардейских войск под Оренбургом.
- Самарская
- Самарская 1-й проезд
- Самолетная — названа в 1940 году. Часть к юго-западу, от улицы Орской — бывшая улица 2-я Кардонная, в 1967 г. присоединена к улица Самолетной.
- Саморядова
- Сапожникова — до 1964 года бывшая улица Санаторная (1948). Маяк. Степан Евгеньевич Сапожников (1901—1944). Красный командир, уроженец с. Нижне-Озерного Оренбургской губернии. Сражался с басмачами на Туркестанском фронте. В годы Великой Отечественной войны участвовал в освобождении Родины от фашистов, командовал одним из партизанских отрядов французского Сопротивления. Погиб в бою.
- Сапожный переулок — назван в 1926 году. К югу от улицы Мусы Джалиля — бывший переулок Минеевский (60-е г. XIX в.), к северу от улицы Мусы Джалиля — бывший переулок Коломенский ( 80-е г. XIX в.), переулок Вишняковский (90-е г. XIX в.). Аренда.
- Саракташская — до 1982 года бывшая улица Шоссейная (1953), переулок Безымянный (1965). 2-й Оренбург.
- Саратовский переулок — до 1938 года бывший переулок Цейхгаузный (1864), переулок Янсоновский (1926). Новая слободка.
- Сахалинская — названа в 1959 году. 2-й Оренбург.
- Светлая
- Светлый проезд — назван в 1965 году. 1-й Восточный посёлок.
- Свободина переулок — до 1971 года бывший переулок Сытный (1863—1864). Центральная часть. Николай Илларионович Свободин (1886—1969). В 1904—1906 годах участвовал в революционном движении в Оренбурге. В гражданскую войну — комиссар отряда Красной Гвардии, председатель ревтрибунала дивизии, позже — на хозяйственной работе.
- Связистов — названа в 1990 году. Ростоши.
- Связной переулок — назван в 1965 году. Хлебный городок.
- Севастопольская — до 1948 года бывший проезд № 14 (Лесной).
- Северная — названа в 1956 году. 1-й Восточный посёлок.
- Северный проезд — назван в 1989 году.
- Селивановский переулок — до 1926 года бывший переулок Путоловский (сер. XIX в.). Новая слободка. Павел Дмитриевич Селиванов (1887—1921). Рабочий Главных железнодорожных мастерских, красногвардеец, командир роты спецчастей. Погиб при ликвидации банды в Бузулукском уезде.
- Сельский переулок — назван в 1958 году. 2-й Оренбург.
- Сельскохозяйственная — названа в 1964 году. Заречный посёлок.
- Семафорная 1-я улица — названа около 1940 года. Аренда.
- Семафорная 2-я улица — названа около 1940 года. Аренда.
- Семафорная 3-я улица — названа около 1940 года. Аренда.
- Семафорная 4-я улица — названа около 1940 года. Аренда.
- Сенная — названа в 1956 году. 1-й Восточный посёлок.
- Сенной 1-й проезд — назван в 1956 году. 1-й Восточный посёлок.
- Сенной 2-й проезд — назван в 1956 году. 1-й Восточный посёлок.
- Сергея Лазо — названа в 1960 году. Степной посёлок. Сергей Георгиевич Лазо (1894—1920). Герой гражданской войны. Командовал войсками Забайкальского фронта на Дальнем Востоке. Под руководством Лазо были разгромлены войска атамана Семенова. Расстрелян и сожжен белогвардейцами в паровозной топке.
- Серебряной Росы
- Серова — названа в 1940 году. Анатолий Константинович Серов (1910—1939). Герой Советского Союза, летчик-испытатель, участник гражданской войны в Испании в 1936 году. Погиб при исполнении служебных обязанностей.
- Сибирский переулок — назван в 1959 году. Красный городок.
- Сиреневая — названа в 1990 году. Ростоши.
- Сквозной проезд — назван в 1993 году.
- Сквозной переулок — до 1982 года бывший переулок Центральный. Карачи.
- Скорняжный переулок — до 1926 года бывший переулок Жуковский (60-е г. XIX в.). Аренда.
- Скороходова — до 1982 года бывшая улица Садовая. Карачи. Александр Касторович Скороходов (1882—1919). Рабочий, активный участник Февральской и Октябрьской революций. В 1908—1910 годах вел революционную работу в Оренбурге. В 1919 году заготавливал хлеб для Петрограда и Москвы. Расстрелян петлюровцами.
- Славянский переулок — до 1959 года бывший проезд № 7. 1-й Восточный посёлок.
- Слесарный переулок — до 1926 года бывший переулок Овсянниковский (60-е г. XIX в.) Аренда.
- Сливовая
- Смоленская — названа в 1959 году. Южный посёлок.
- Снежный переулок — назван в 1990 году. Ростоши.
- Соболева Гора улица — названа в 1990 году. Ростоши.
- Советская — до 1919 года бывшая улица Большая и Губернская (1744), улица Николаевская (30-е г. XIX в.). Центральная часть. Новая слободка.
- Совхозная — названа около 1948 года.
- Совхозный 1-й проезд — назван около 1948 года.
- Совхозный 2-й проезд — назван около 1948 года.
- Совхозный 3-й проезд — назван около 1948 года.
- Солдатский переулок — до 1965 года бывший переулок Пустой. Берды.
- Солнечная — до 1965 года бывшая улица Пугачевская (южная часть). Пугачи.
- Соляной переулок — назван около 1867 года. Бывшая улица Мещанская (1744), переулок Мещанский (около 1760). Центральная часть. Название связано с торговлей солью на бывшей Хлебно-Соляной площади.
- Сормовский переулок — до 1959 года бывший проезд № 4.
- Сорочинский переулок — до 1959 года бывший проезд № 1. 1-й Восточный посёлок.
- Сосновая — до 1982 года бывшая улица Зеленая (1959). 1-й Восточный посёлок. Названо так потому, что улица выходила к сосновой посадке.
- Софийская
- Спартаковская — названа в 1926 году. Спартак (? — 71 до н. э.). Вождь крупнейшего восстания рабов в Древнем Риме в 74—71 гг. до н. э.
- Спецстроевцев
- Спортивная — до 1959 года бывшая улица Демьяна Бедного (1928), улица Громова (1938), улица Квартальная (1957).
- Средний переулок — назван в 1864 году. Новая слободка.
- Средняя — названа в 1959 году. 1-й Восточный посёлок.
- Станочный переулок — назван в 1958 году. Красный городок.
- Станционная — названа в 1958 году. 2-й Оренбург.
- Станция Заводская (иногда неправильно - Старозаводская) Расположена рядом с ж/д станцией, обслуживающей заводы Промышленного района Оренбурга
- Старокузнечная — конец XIX в. Кузнечный за Уралом. Название связано с кузницами, перенесенными после пожара 1879 года из города за Урал.
- Староуральская
- Степана Разина — до 1926 года бывший переулок Кардонный (конец XIX в.). К северо-западу от улица Мало-Мельничной — бывшая улица Мало-Орловская (около 1930), в 1967 г. объединена с улица Степана Разина. Форштадт. Степан Тимофеевич Разин (1630—1671). Донской казак. Предводитель Крестьянской войны 1670—1671 гг. Казнен в Москве.
- Степная — 60-е г. XIX в. Новая слободка. В период застройки Новой слободки улица некоторое время была окраиной города, за которой простиралась степь.
- Степной переулок
- Столпянского — до 1982 года бывшая улица 2-я Украинская (1956). Маяк. Петр Николаевич Столпянский (1872—1938). Русский советский историк, участник революционного движения. В 1902—1907 годах жил в Оренбурге, где подвергся судебному преследованию как редактор газеты «Оренбургский листок». Автор работы «Город Оренбург», изданной в 1908 году.
- Стремянная — названа в 1990 году. Ростоши.
- Строителей — названа в 1991 году. Посёлок им. Куйбышева.
- Стройгородок
- Струновая — нач. XX в. Кузнечный.
- Суворова — названа в 1940 году. Александр Васильевич Суворов (1730—1800). Великий русский полководец, генералиссимус.
- Сумская — названа в 1959 году. Южный посёлок.
- Сурикова — до 1960 года бывшая улица Пушкина. Пристанционный посёлок. Василий Иванович Суриков (1848—1916). Великий русский художник.
- Сухарева — до 1965 года бывшая улица Шоттовская (70-е г. XIX в.), улица Крестьянская (1919). Новая слободка. Александр Петрович Сухарев (1919—1944). Герой Советского Союза. Оренбуржец.
- Сызранская — названа в 1940 году.
- Сырейный переулок — назван около 1938 года. Сырейная площадь

## Т
- Таежный переулок
- Таймырский переулок — до 1965 года бывший переулок Средний. Берды.
- Талалихина — до 1965 года бывшая улица Рабочая. Берды. Виктор Васильевич Талалихин (1918—1941). Герой Советского Союза. В ночь на 7 августа 1941 года в ночном воздушном бою впервые применил таран.
- Таловая — названа в 1990 году. Ростоши.
- Тамарова — до 1967 года бывший переулок Столярный (около 1946), улица 1-я Столярная (1948). Сырейная площадь. Сергей Михайлович Тамаров (1887—1919). Рабочий, революционер, секретарь объединенного Оренбургского городского комитета РСДРП в 1906—1908 годах. Работал в колчаковском подполье в Сибири. Расстрелян колчаковцами.
- Тамбовская — названа в 1959 году. Красный городок.
- Татарский переулок — назван около 1920 года. Ситцовка.
- Ташкентская — 70-е г. XIX в. Новая слободка. Названа по г. Ташкенту в связи с присоединением к России Туркестана, в состав которого он входил.
- Творческая — названа в 1990 году. Ростоши.
- Театральная — названа в 1973 году. Степной посёлок.
- Текстильщиков — названа в 1959 году. Южный посёлок.
- Телевизионный переулок — назван в 1959 году.
- Телеграфный переулок — до 1937 года бывший проезд Главной рыночной площади без названия. Центральная часть.
- Тельмана — до 1960 года бывшая улица Садовая. Пристанционный посёлок. Эрнст Тельман (1886—1944). Деятель германского и международного коммунистического движения. Убит гитлеровцами в Бухенвальде.
- Тенистая
- Тепличная — названа в 1984 году. Совхоз «Дружба». Названа по смежности с тепличным комбинатом.
- Тепловозная — названа в 1959 году. 2-й Оренбург.
- Терешковой — названа в 1963 году. К югу от улица Орской — бывшая улица Крайняя (70-е г. XIX в.), улица Степная (90-е г. XIX в.), улица Нижегородская (нач. XX в). К северу от улица Орской — бывшая улица Уфимская (1906), улица Смычки (1926), улица Нижегородская (1937). Новая слободка. Степной поселок. Валентина Владимировна Терешкова (1937) - первая в мире женщина-космонавт, летчик-космонавт СССР, Герой Советского Союза.
- Терновая — названа в 1990 году. Ростоши.
- Терский переулок
- Теряна Ваана — до 1965 года бывшая улица Новоторговая (1940). Ваан Терян (Ваан Сукиасович Тер-Григорян) (1885—1920). Армянский поэт и политический деятель. Член ВЦИК. Умер и был похоронен в Оренбурге.
- Техническая — названа в 1987 году. Степной посёлок.
- Тимирязева — до 1926 года бывшая улица Шиловская (80-е г. XIX в.) Форштадт. Климент Аркадьевич Тимирязев (1843—1920). Выдающийся естествоиспытатель. Один из первых пропагандистов дарвинизма в России.
- Тихая — названа в 1992 году.
- Ткачева — до 1986 года бывшая улица Шефская (около 1928). Сырейная площадь. Михаил Григорьевич Ткачев (1952—1986) — старший инспектор уголовного розыска, отличник милиции. Уроженец Оренбургской области.
- Тобольская — названа в 1959 году. Южный поселок.
- Товарищеский переулок — до 1965 года бывший переулок Короткий. Берды.
- Токарный переулок — до 1926 года бывший переулок Панфиловский (60-е г. XIX в.). Аренда.
- Томилинская — названа в 1926 году. К западу от улица Леушинской — бывшая улица Татарская (1906). 1-й Восточный пос. Сергей Константинович Томилин (1878—1923). Рабочий Главных железнодорожныйх мастерских, большевик. Делегат X Всероссийского съезда РКП(б) и I съезда Советов СССР.
- Томская — названа в 1959 году. Южный посёлок.
- Тополиная — названа в 1990 году. Ростоши.
- Торговая — названа в 1991 году. Пристанционный посёлок.
- Торговый переулок — назван в 1992 году. Ростоши.
- переулок Торговый 1-й проезд
- переулок Торговый 2-й проезд
- переулок Торговый 3-й проезд
- Тоцкий переулок — назван в 1959 году. 1-й Восточный посёлок.
- Тракторная — до 1982 года бывший проезд Челябинский (около 1926), проезд Грейдерный (1937), улица Тракторная (1940), улица 1-я Тракторная (около 1963).
- Транспортная
- Трофимовский переулок — до 1926 года бывший переулок Балтенковский (около 30-е г. XIX в.). Аренда. Николай Емельянович Трофимов (? —1918). Рабочий Главных железнодорожных мастерских, подпольщик. Расстрелян в дутовской тюрьме.
- Трудовая — названа в 1959 году. 2-й Оренбург.
- Тупой переулок — сер. XIX в. Новая слободка.
- Турбинная — названа в 1950 году. Маяк. Названа в связи с расположением вблизи электростанции Красный Маяк.
- Тургенева — до 1954 года бывшая улица Горная (около 1950). Маяк. Иван Сергеевич Тургенев (1818—1883). Великий русский писатель-реалист.
- Тургенева переулок — назван в 1954 году. Маяк.
- Туркестанская — 80-е г. XIX в. Форштадт. Названа по Туркестану — историко-географической области, включавшей в XIX — нач. XX вв. территорию современной Средней Азии и Казахстана.

## У
- Украинская — до 1982 года бывшая улица 1-я Украинская (1956). Маяк.
- Украинский переулок — назван около 1956 года. Маяк.
- Ульянова — названа в 1940 году.
- Уральская — названа в 1926 году. К югу от улицы Туркестанской — бывший переулок Ферганский (90-е г. XIX в.). Форштадт. Название дано в честь 28-го Уральского стрелкового полка, который формировался в Оренбурге и принял активное участие в освобождении города от белоказаков в 1919 году.
- Урюпинский переулок — до 1926 года бывший переулок Караевский (60-е г. XIX в.). Аренда. Иван Данилович Урюпин (1893—1919). Рабочий Главных железнодорожных мастерских, красногвардеец. Погиб в бою с белогвардейцами под селом Нежинка.
- Усадебная
- Успенская — названа в 1990 году. Ростоши.
- Уфимская — до 1982 года бывшая улица Первомайская. 2-й Оренбург.
- Ученический переулок — до 1958 года бывший переулок Малый (около 1931). Красный городок.
- Учительская — Пугачи.
- Уютная — названа в 1990 году.

## Ф
- Фабричный переулок — до 1938 года бывшая улица Посадская (1744), переулок Торговый (60-е г. XVIII в.), переулок Корниловский (1926). Центральная часть.
- Физкультурная
- Финская
- Флагманский переулок
- Флотский переулок — до 1959 года бывший проезд №3.
- Форштадтский проезд
- Фролова переулок — назван в 1926 году. Красный городок. Кирилл Фролов (1902—1919). Рабочий, участник гражданской войны. Погиб в бою с белоказаками под станцией Донгузской.
- Фронтовиков
- Фруктовая
- Фрунзе — до 1926 года бывшая Маячная (1879). Новостройка. Михаил Васильевич Фрунзе (1885—1925). Деятель Коммунистической партии и Советского государства, талантливый военачальник, один из организаторов Вооруженных Сил СССР.
- Фурманова — названа около 1928 года. Сырейная площадь. Дмитрий Андреевич Фурманов (1891—1926). Русский советский писатель. Участник гражданской войны, комиссар Чапаевской дивизии.
- Фридриха Энгельса — названа в 1926 году. Красный городок. Фридрих Энгельс (1820—1895). Один из основоположников научного коммунизма, соратник Карла Маркса.

## Х
- Хабаровская — названа в 1958 году. 2-й Оренбург.
- Хакимова — до 1961 года бывшая улица Сталинградская(1948). Карим Абдрауфович Хакимов (1892—1937). Советский партийный и государственный деятель, участник гражданской войны в Оренбуржье и Средней Азии. С 1921 года — на дипломатической работе.
- Халтурина — до 1926 года бывшая улица Голубиная (1906). Новостройка. Степан Николаевич Халтурин (1856—1882). Рабочий, революционер, организатор «Северного союза русских рабочих».
- Харьковская — до 1957 года бывшая улица Гризодубовой (около 1948).
- Химическая — названа в 1959 году. Маяк.
- Хлебный переулок — до 1863 года бывшая улица Бердская (1744). Центральная часть. Название связано с тем, что переулок выходил на Хлебную площадь.
- Хлеборобная — названа в 1938 году. Форштадт.
- Хлопуши — до 1965 года бывшая улица Советская. Берды. Хлопуша (Афанасий Тимофеевич Соколов) (1714—1774). Сподвижник Е. И. Пугачева в Крестьянской войне 1773—1774 гг. Возглавлял отряды заводских крестьян, организовал отливку пушек на заводах. Казнен в Оренбурге.
- Ходакова — до 1968 года бывшая улица 2-я Буранная (нач XX в.). Аренда.  Василий Никифорович Ходаков (1891—1926). Активный участник гражданской войны, военный комиссар Оренбурга, командующий революционными войсками губернии.
- Хозяйственный переулок — до 1926 года бывший переулок Поцецуевский (около 30-е г. XIX в.). Аренда.
- Холмский переулок
- Хусаинова

## Ц
- Цветной Бульвар улица — названа в 1990 году. Ростоши.
- Цветочная — названа в 1989 году. Посёлок Мирный, «Дружба».
- Цветочный бульвар улица — названа в 1991 году. Пристанционный посёлок.
- Цвиллинга — до 1926 года бывшая улица Телеграфная (60-е г. XIX в.). Новая слободка. Самуил Моисеевич Цвиллинг (1891—1918). Деятель российского революционного движения. После Октябрьской революции был председателем Оренбургского губисполкома, председателем Оренбургского военно-революционного комитета. Убит белоказаками в станице Изобильной.
- Целинная — названа в 1990 году. Ростоши.
- Центральная — названа в 1959 году. Южный посёлок.
- Центральный переулок — до 1948 года бывший проезд № 5. Красный городок.

## Ч
- Чаганская
- Чайковского — до 1948 года бывший проезд № 3 (около 1940). Красный городок. Петр Ильич Чайковский (1840—1893). Великий русский композитор.
- Чайный переулок — назван в 1991 году. Ростоши.
- Чапаева — названа около 1928 года. Сырейная площадь. Василий Иванович Чапаев (1887—1919). Талантливый советский полководец, герой гражданской войны. Погиб в бою с белоказаками.
- Чебеньковская — названа в 1958 году. 2-й Оренбург.
- Челюскинцев — названа в 1937 году. К западу от геометрического продолжения улица Студенческой — бывшая улица Посадская (1744), переулок Каретный (около 60-е г. XVIII в.), переулок Челюскинцев (1936). Центральная часть. Названа в честь полярных исследователей, предпринявших попытку за одну навигацию пройти на пароходе «Челюскин» от Мурманска до Владивостока. После гибели «Челюскина» длительное время пребывали на дрейфующей льдине. Спасены советскими летчиками.
- Черемуховая — названа в 1990 году. Ростоши.
- Черепановых — до 1982 года бывший берег Банного озера, или Набережная (конец XIX — нач. XX в.), переулок Линейный (1937), улица Линейная (около 1956). Аренда. Черепановы Ефим Алексеевич (1774—1842) и Мирон Ефимович (1803—1849) — отец и сын. Русские изобретатели, построили первый в России паровоз.
- Черкасовой — названа в 1967 году. «Дружба». Павла Михайловна Черкасова (1895). Сельская учительница, медсестра, комиссар санитарного отряда, участвовала в борьбе против войск А. И. Дутова.
- Черниговская — Заречный посёлок.
- Чернореченская — середина XIX в. Аренда. Возникла вдоль бывшей дороги в село Чернореченское, сохранив название дороги.
- Чернышевского — до 1930 года бывшая улица Стахановская (1935—1938). Сырейная площадь. Николай Гаврилович Чернышевский (1828—1889). Русский революционный демократ, ученый, писатель, литературный критик.
- Чехова — до 1965 года бывшая улица Степная. Пугачи. Антон Павлович Чехов (1860—1904). Великий русский писатель.
- Чистопольская — с 1982 года включает бывшую улица Заводскую. Заречный посёлок.
- Чичерина — названа в 1926 году. К северу от улица Кирова — бывшая улица Гришковская (60-е г. XIX в.); от улица Кирова до улица Пушкинской — часть бывшей площадь Чернореченской (60-е г. XIX в.); к югу от улица Пушкинской — бывшая площадь Деевская (около 60-е г. XIX в.), площадь Красного Казака (1919), площадь Пионерская (1924). Аренда. Центральная часть. Георгий Васильевич Чичерин (1872—1936). Советский государственный, партийный деятель, народный комиссар иностранных дел. Возглавлял советские делегации на международных конференциях, деятельность Чичерина способствовала международному признанию Советского государства.
- Чкалова — до 1938 года бывшая улица Большая (конец XVIII в.), улица Атаманская (80-е г. XIX в), улица Мало-Советская (1926). Форштадт. Валерий Павлович Чкалов (1904—1938). Герой Советского Союза, летчик-испытатель. В 1937 году совершил беспосадочный перелет из Москвы в США через Северный полюс. Погиб при испытании новой машины.
- Чкаловский переулок — 2-й Оренбург.
- Чулочный переулок — назван в 1926 году. К югу от улица Мусы Джалиля — бывший переулок Вороний (60-е г. XIX в.); к северу от улица Мусы Джалиля — бывший переулок Жандармский (80-е г. XIX в.), переулок Куликовский (конец XIX в.). Аренда.
- Чуносова — названа в 1926 году. Красный городок. Иван Чуносов (?—1919). Рабочий завода «Орлес», красногвардеец. Погиб в бою с белоказаками под станцией Донгузской.

## Ш
- Шарлыкское шоссе — названа в 1987 году. Название дано участку шоссе от улица Конституции СССР до посёлка Кушкуль включительно.
- Шафеева — до 1963 года бывшая улица Жаломская (80-е г. XIX в.), улица 3-й Гончарный ряд (нач. XX в.), улица 3-я Гончарная (около 1946). Аренда. Бахтигарай Шафеев (1897—1918). Революционер, член мусульманского и Оренбургского Военно-революционного комитетов, работал в тылу белых войск, где был расстрелян.
- Шевченко — названа в 1961 году. К западу от пр-та Победы — бывшая улица Авиационная (1928), к западу от улица Леушинской — бывшая улица Степная (около 1906). Новостройка. 1-й Восточный посёлок. Тарас Григорьевич Шевченко (1814—1861). Украинский поэт, художник, мыслитель, революционный демократ. С 1847 по 1857 год находился в ссылке в Оренбургском крае.
- Шевченко переулок — до 1952 года бывшая улица Никольская (1744), переулок Канонирский (около 1760), переулок Пьянова (1926). Центральная часть. Название связано с тем, что в доме на этом переулке (улица 8-го Марта, 29) часто бывал Т. Г. Шевченко.
- Шинная — названа в 1956 году. Маяк.
- Широкая — до 1982 года бывшая улица 2-я Ириклинская (1960). Овчинный городок. Название отражает значительное отличие этой улицы от близлежащих.
- Широтная
- Школьная — названа в 1991 году. Посёлок им. Куйбышева, «Индстрой».
- Школьный переулок — назван в 1990 году. Ростоши.
- Шоссейная — названа в 1958 году. 2-й Оренбург.

## Щ
- Щетинина — Пугачи.
- Щорса — до 1948 года бывшая улица № 10. Красный городок. Николай Александрович Щорс (1895—1919). Герой гражданской войны, талантливый военачальник. Погиб в бою с белогвардейцами.

## Э
- Элеваторная — названа в 1960 году. Ранее одновременно имела названия: Семафорная, Пристанционная, Элеваторная. Новая слободка.
- Электрическая — до 1948 года бывшая улица № 5. Маяк.
- Электрозаводской переулок — назван в 1948 году. Часть бывшей площадь Георгиевской (конец XVIII в.), площадь Пугачевской (1926), переулок Пугачевская площадь (около 1946). Форштадт.
- Энергетиков — названа в 1987 году. Автодорога от улицы Терешковой до поворота на Сакмарскую ТЭЦ.
- Энтузиастов

## Ю
- Южная — Карачи.
- Южно-Уральская — до 1948 года бывший проезд № 8.
- Южный переулок — до 1957 года бывшая улица Успенская (1744), улица Артиллерийская (1760), переулок Кирилловский (около сер. XIX в.), переулок Водопьяновский (1926). Центральная часть, к западу от улица 8-го Марта, к югу от улица Правды.
- бульвар Юности — назван в 1993 году.
- Юных Ленинцев — названа в 1973 году. Северный посёлок.
- Юркина — до 1965 года бывшая улица 2-я Авиационная (1959). Хлебный городок. Новостройка. Борис Иванович Юркин (1919—1944). Герой Советского Союза, уроженец Оренбурга, отличился при форсировании Западной Двины. Погиб в бою с фашистскими захватчиками.

## Я
- Яблочкова — названа в 1937 году. Маяк. Павел Николаевич Яблочков (1847—1894). Русский электротехник, изобретатель электрической лампы-свечи.
- Ягодный переулок
- Яицкая — названа в 1982 году. К югу от переулок Банного — бывшая Деевская линия (около 1867), Пионерская линия (1924); к северу от переулок Банного до улица Мусы Джалиля — бывшая улица Извозчичья (60-е г. XIX в.); к северу от улица Мусы Джалиля — бывший переулок Глухой (60-е г. XIX в.), улица Голубиная (1888); вся улица — бывшая 2-я Суворовская (1950). Аренда. Название связано с тем, что улица начинается близ берега Урала, бывшего Яика.
- Ялтинская — названа в 1959 году.
- Ямашева — до 1982 года бывшая улица Степная. Карачи. Хусаин Мингазетдинович Ямашев (1882—1912). Профессиональный революционер, участник революционного движения в Татарии и на Урале. Организатор, издатель первой марксистской газеты на татарском языке, выходившей в Оренбурге в 1907 году.
- Ярославская — названа в 1960 году. Заречный посёлок.
- Ярославский переулок — до 1959 года бывший проезд № 6. 1-й Восточный посёлок.
- Ясеневая — названа в 1990 году. Ростоши.
- Ясный переулок — до 1959 года бывший проезд № 1.